# Danh sách nhân vật trong BanG Dream!
Thương hiệu truyền thông âm nhạc Nhật Bản BanG Dream! có số lượng lớn nhân vật, với dàn nhân vật chính được chia thành chín ban nhạc toàn nữ gồm có năm thành viên. Ban nhạc Poppin'Party giữ vai chính trong bộ anime truyền hình của thương hiệu, lần đầu xuất hiện vào năm 2015.
Bốn ban nhạc mới được giới thiệu trong lần ra mắt trò chơi di động BanG Dream! Girls Band Party! năm 2017: Afterglow, Pastel Palettes, Roselia, và Hello, Happy World!. Vào cuối năm 2018, một ban nhạc dự phòng tên là The Third được đổi tên thành Raise A Suilen, với các thành viên vào vai các nhân vật mới. Một ban nhạc thứ bảy tên Morfonica được giới thiệu vào năm 2020.
Trong các buổi trình diễn trực tiếp, các thành viên của Poppin'Party, Roselia, Raise A Suilen, và Morfonica tự chơi nhạc của họ, trong khi các ban nhạc khác chỉ có ca sĩ trình diễn. Ngoại trừ Morfonica, các ban nhạc sống này xuất hiện nổi bật trong ba mùa phim anime so với các ban nhạc khác, mặc dù cả bảy ban nhạc có các câu chuyện trong game kể về quá trình thành lập và hoạt động của họ. Các diễn viên lồng tiếng cũng dẫn chương trình cho radio online và chương trình truyền hình có chủ đề ban nhạc.

## Sáng tạo và ý tưởng
BanG Dream! được thành lập bởi chủ tịch Bushiroad Kidani Takaaki với tiền đề diễn viên lồng tiếng có thể chơi nhạc cụ tại các buổi hòa nhạc trực tiếp. Để tạo ra các nhân vật và bối cảnh, ông tìm đến tiểu thuyết gia Nakamura Kō; mặc cho có ít kinh nghiệm sáng tạo ban nhạc giả tưởng, hai tác phẩm của Nakamura là dựa trên âm nhạc và cảm hứng từ các bạn đại học của anh. Anh đã tạo hình cho Poppin'Party, ban nhạc đầu tiên trong thương hiệu, và quá trình thành lập của nó phỏng theo thời gian của anh tại trường cấp ba. Ví dụ, Kasumi gặp các bạn của cô là dựa trên Nakamura làm bạn với các bạn cùng lớp có mong muốn lập ban nhạc; như Kasumi, người chơi guitar trong ban nhạc của Nakamura đã mua một cây guitar tại một tiệm cầm đồ địa phương, trong khi các nhóm tụ tập tại một nhà kho. Diện mạo các nhân vật khác được dựa trên các diễn viên lồng tiếng, như là Tae trình diễn trên đường phố trong anime mùa hai là lấy cảm hứng từ Ōtsuka Sae đã làm điều tương tự khi còn trẻ và Chiyu và Tsumugi Risa đều thông thạo tiếng Anh. Thiết kế nhân vật cho Poppin'Party cũng dựa theo các chi tiết ngoài đời thật của diễn viên lồng tiếng. Tác phẩn đầu tiên của thương hiệu, manga BanG_Dream! Star Beat viết bởi Nakamura và Aya Ishida, chứa nhiều đặc điểm nhân vật khác biệt mà đã được thay đổi trong các tác phẩm sau này. Câu chuyện tái khởi động xảy ra ở các khu vực Kita và Shinjuku của Tokyo.
Lần đầu ra mắt anime và phát hành BanG Dream! Girls Band Party! năm 2017 có màn ra mắt của Afterglow, Pastel Palettes, Roselia, và Hello, Happy World!. Roselia lần đầu xuất hiện theo nhóm live-action tại Tokyo Game Show 2016. Nakamura không tham gia viết chuyện trong game do nhà phát triển Craft Egg đã giám sát nó.
The Third, ban nhạc dự phòng chơi nhạc nền tại các buổi hòa nhạc trực tiếp cho Afterglow, Pastel Palettes, và Hello, Happy World!, đã ra mắt cùng với Poppin'Party và Roselia vào tháng 4 năm 2018. Ban nhạc sau đó đổi tên thành Raise A Suilen. Morfonica, ban nhạc thứ bảy có người chơi vĩ cầm, được thành lập vào năm 2020 để mừng kỷ niệm 3 năm Girls Band Party!.
Nakamura chủ yếu viết lời bài hát cho Poppin'Party, trong khi Oda Asuka của Elements Garden viết cho các ban nhạc khác.
Nhiều nhân vật là học sinh cấp ba, đa số chia ra giữa trường cấp ba Hanasakigawa và trường nữ sinh Haneoka. Trong kỷ niệm lần thứ 6 của Girls Band Party!, mười nhân vật bắt đầu học đại học tại Trường đại học Nữ sinh Yotsuba hoặc Trường đại học Nữ sinh Keiho.

## Poppin'Party

Logo của Poppin'Party

Ban nhạc đầu tiên trong thương hiệu BanG Dream!, Poppin'Party (viết tắt PoPiPa) là nhân vật chính của bộ anime. Thành lập bởi Toyama Kasumi, ban nhạc gồm có năm người bạn học cấp ba hỗ trợ cô trong hành trình tìm lại "Star Beat". Mặc dù kỹ năng non nớt của họ không phải là nhất, họ bù đắp lại với năng lượng mạnh mẽ của họ và liên kết bẩm sinh lẫn nhau. Tên của họ đề cập đến chủ đề "bùng nổ" của ban nhạc và âm nhạc của họ; trước các màn trình diễn, họ tụ tập lại và hô khẩu hiệu, "PoPiPa, PiPoPa, PoPiPaPaPiPoPa!".
Mùa anime đầu tiên tập trung vào sự thành lập của Poppin'Party và nỗ lực trình diễn tại live house Space, trong khi mùa hai và ba kể về việc tổ chức buổi hòa nhạc tự tài trợ và tham gia BanG Dream! Girls Band Challenge. Trong câu chuyện chính trong Girls Band Party!, ban nhạc giúp nhân vật người chơi tuyển các ban nhạc cho một sự kiện. Poppin'Party có bốn câu chuyện ban nhạc trong game: "Poppin'Party is Born!" là kể lại việc thành lập từ mùa một của anime; "Colorful, Poppin' Candy" kể về kế hoạch cứu lễ hội khu mua sắm của ban nhạc; "Double Rainbow" tập trung vào tranh luận giữa Arisa và những người khác; và "Live Beyond!!" tập trung vào ban nhạc tham gia Rocking Star Festival và mong muốn lan tỏa âm nhạc của họ.
Poppin'Party là ban nhạc pop rock có âm nhạc vui vẻ. Phù hợp với mục tiêu tìm Star Beat của họ, trang phục của họ—dựa trên đồng phục trường học—chủ yếu có chủ đề về sao.

### Toyama Kasumi
Toyama Kasumi (戸山 香澄 Toyama Kasumi) là học sinh năm ba tại Trường cấp ba nữ sinh Hanasakigawa là trưởng nhóm, hát chính, và chơi guitar đệm của Poppin'Party. Cô chơi đàn ESP Random Star màu đỏ. Vui vẻ, năng động và lạc quan, cô luôn tìm kiếm âm thanh thổn thức, lấp lánh gọi là "Star Beat". Asuka là em gái của cô nhỏ hơn một tuổi, nhưng đôi khi khó biết ai lớn hơn trong hai người.
Trước khi thành lập Poppin'Party, Kasumi dành tuần đầu tiên học cấp ba đi tìm Star Beat, bao gồm thử mọi hoạt động câu lạc bộ. Cuối cùng, cô phát hiện ra cây Random Star tại tiệm cầm đồ do gia đình của Arisa sở hữu, và màn trình diễn của Glitter Green tại live house Space cuối cùng đã thuyết phục cô khởi động ban nhạc của mình. Mặc cho tính tình vui vẻ, cô bị ảnh hưởng nặng nề bởi thất bại, mất giọng do căng thẳng sau khi bị nói cô là thành viên trong ban nhạc trình diễn tệ nhất tại buổi thử giọng tại Space. Các bạn của cô động viên cô để vượt qua khó khăn và tiếp tục ca hát, cuối cùng thành công khi họ vượt qua buổi thử giọng thứ hai của họ và trình diễn trong buổi cuối cùng tại live house. Là trưởng nhóm của Poppin'Party, cô dẫn đầu nhiều hoạt động của ban nhạc và tương tác với các nhóm khác, bao gồm giúp live house CiRCLE tổ chức Girls Band Party và serving làm người đại diện năm nhất của Hanasakigawa vào cuối năm học đầu tiên của cô. Trong năm cuối cấp ba, cô trở thành nhân viên tại RiNG, một live house phụ của CiRCLE.
Cô được lồng tiếng bởi Aimi. Trong bản lồng tiếng Anh, Juliet Simmons lồng tiếng Kasumi.
Đối lập về bản chất vô tư lự của cô trong phiên bản hoàn chỉnh, Kasumi là một cô gái nhút nhát và khép kín trong manga Star Beat. Sau khi bị chế nhạo vì cảm nhận được Star Beat và hát "Twinkle, Twinkle Little Star" hồi nhỏ, cô trở nên thu mình khi lên cấp ba, nhưng ước được thay đổi bản thân bằng cách tìm lại Star Beat. Nhờ việc tìm ra guitar tại tiệm cầm đồ của nhà Arisa, cô được tuyển vào trở thành nhân vật chính của "trò chơi" của Arisa BanG_Dream!. Khi cô học chơi nhạc cụ, cô lấy lại sự tự tin trong trình diễn.

### Hanazono Tae
Biệt danh "O-tae", Hanazono Tae (花園 たえ Hanazono Tae) là người chơi guitar chính của Poppin'Party và học sinh năm ba tại trường Hanasakigawa. Một người chơi guitar đầy kinh nghiệm đã chơi từ nhỏ, cô yêu âm nhạc và làm việc bán thời gian tại một live house, số tiền từ cô tiết kiệm được là để mua cây guitar ESP Snapper màu xanh dương. Một cô gái đầu óc mơ màng, cô có xu hướng nắm bắt thông tin theo tốc độ của mình, và đôi lúc có thể ngạc nhiên và khó hiểu. Tae sống với bố mẹ và 20 con thỏ, mà cô coi như con mình.
Hồi năm nhất, Tae và Kasumi là bạn cùng lớp bị bắt học phụ đạo môn kinh tế gia đình. Ở đó, hai người hình thành mối quan hệ trong guitar, Tae dạy Kasumi các hợp âm cơ bản. Kasumi cố tuyển Tae vào ban nhạc, nhưng bị thử thách gây ấn tượng cô bằng cách làm "tăng nhịp tim" của cô. Nỗ lực đạt thành quả khi cô nảy ra cảm hứng bởi màn trình diễn của họ và chơi cùng trước khi chính thức nhập hội. Khi người bạn hồi nhỏ Rei đến Tokyo, Tae được chiêu mộ bởi cô và Chiyu để trở thành người chơi guitar của Raise A Suilen. Cô được Poppin'Party đồng ý và cố chơi cho cả hai ban nhạc, nhưng điều này bị phản tác dụng khi cô lỡ mất buổi hòa nhạc kỷ niệm của Poppin'Party tại lễ hội văn hóa. Tae cuối cùng đã rút khỏi RAS sau buổi trình diễn cuối cùng và tái khẳng định trách nhiệm với Poppin'Party, bao gồm viết một bài hát về lòng biết ơn. Lúc kỷ niệm một năm Poppin'Party thử giọng thành công tại Space đến gần, Tae làm việc với Arisa để tổ chức một bữa tiệc.
Tae được lồng tiếng bởi Ōtsuka Sae. Luci Christian vào vai cô trong bản tiếng Anh.
Đối ngược với cô trong Star Beat là cô gái nhút nhát nhưng cứng cỏi. Cô gia nhập ban nhạc sau khi hỗ trợ Kasumi, Arisa, và Rimi trong viết lời cho bài hát của họ "Yes! BanG_Dream".

### Ushigome Rimi
Ushigome Rimi (牛込 りみ Ushigome Rimi) là học sinh năm ba tại trường Hanasakigawa và người chơi bass của Poppin'Party; cô có biệt danh "Rimi-rin" do bạn trong ban nhạc đặt. Cô rất nhút nhát và lo sợ, và nỗ lực vượt qua điều này chưa có kết quả thành công. Rimi chơi cây bass ESP Viper màu hồng, được truyền lại từ chị cô Ushigome Yuri của Glitter Green. Cô yêu bánh ốc kem sô cô la từ Yamabuki Bakery và sô cô la (ngoài sô cô la bạc hà) và đồ ngọt nói chung. Trái với cá tính nhu mì của cô, cô cũng thích những thứ giải trí kinh dị như phim siêu nhiên giả tưởng và phim zombie miễn nó không quá phi lý. Rimi lớn lên trong vùng Kansai trước khi chuyển đi hồi học cấp hai, và cô đôi khi nói giọng Kansai khi cô hoảng loạn.
Vào ngày khai giảng trường cấp ba của họ, màn tự giới thiệu rực rỡ và vui vẻ của Kasumi làm Rimi muốn biết thêm về cô ấy. Mặc dù cô tiết lộ cho Kasumi rằng cô có họ hàng với Yuri và có thể chơi bass, chứng lo âu của cô làm cô ngập ngừng và từ chối lời mời vào ban nhạc của Kasumi. Khi Glitter Green đến trễ buổi hòa nhạc của họ tại Space, cô tham gia với Kasumi trên sân khấu để diễn "Twinkle, Twinkle, Little Star". Sau màn trình diễn ngẫu hứng của họ câu đủ giờ cho ban nhạc của chị cô đến, Rimi đồng ý tham gia. Ngoài chơi bass, Rimi là người viết nhạc chính của Poppin'Party, và các bạn của cô nhận thấy các bài hát của cô có một tác động tích cực vào ban nhạc. Cô có xu hướng so sánh bản thân với chị mình, dẫn đến bế tắc sáng tác khi cô được giao nhiệm vụ viết bài hát chủ đề cho khu phố mua sắm, mặc cho cô dần dần học cách phát triển hình ảnh của bản thân với sự giúp đỡ của ban nhạc. Trong thời gian Girls Band Challenge, Rimi và Arisa cùng làm video âm nhạc quảng cáo cho Poppin'Party, mặc cho niềm vui cô có trong cuộc thi khiến cô lo lắng về kết thúc của nó trước buổi biểu diễn cuối cùng trước khi được sự hỗ trợ của người hâm mộ và bạn trong ban nhạc an ủi.
Rimi được lồng tiếng bởi Nishimoto Rimi. Cô được lồng tiếng bởi Avery Smithhart trong bản lồng tiếng Anh.
Trong Star Beat, Rimi được mô tả là một cô gái bí ẩn thích ăn cơm và giả vờ làm ninja.

### Yamabuki Sāya
Yamabuki Sāya (山吹 沙綾 Yamabuki Sāya) là người chơi trống của Poppin'Party và học sinh năm ba tại trường Hanasakigawa. Cô trình diễn với một bộ trống Pearl. Với một tâm hồn tốt bụng, Sāya luôn là người bạn tốt đối với Kasumi và những người xung quanh cô. Ngoài việc học ở trường và hoạt động ban nhạc, cô cũng phụ giúp công việc kinh doanh của gia đình, Cửa hàng bánh mì Yamabuki. Cô có em trai, Jun, và em gái, Sana.
Cô trở thành bạn với Kasumi tại lễ khai giảng trường cấp ba và hai người đã ăn trưa chung mỗi ngày từ đó. Dù cô chứng kiến Kasumi phát triển ban nhạc, cô ban đầu từ chối trở thành thành viên do cô lo lắng cô sẽ là cánh nặng cho ban nhạc và gia đình; nỗi sợ này xuất phát từ thời học cấp hai, khi cô là một phần của ban nhạc CHiSPA cho đến khi mẹ cô ngã bệnh. Mặc dù miễn cưỡng, cô nhận được sự ủng hộ của mẹ mình và Kasumi để trở lại với âm nhạc, trở thành thành viên cuối cùng của Poppin'Party. Do bản tính của cô, Sāya bày tỏ sự bất mãn về tương lai của ban nhạc khi Arisa mắng Rimi do căng thẳng và Tae được mời chơi cho Raise A Suilen nhưng lại lo suy nghĩ của mình là ích kỷ. Ban nhạc cuối cùng đã bù đắp lại khi Sāya bày tỏ mong muốn của cô là tiếp tục chơi với họ. Đến năm cuối cấp ba, cô bắt đầu làm việc tại RiNG trong quầy café.
Sāya được lồng tiếng bởi Ōhashi Ayaka. Christina Kelly lồng tiếng cho cô trong bản tiếng Anh.
Phiên bản Star Beat của Sāya không xuất hiện cho đến cuối manga, cô dành vài chương đầu giao tiếp với Kasumi bằng cách viết trên bàn của cô ấy. Mặc dù cô thúc giục Kasumi thành lập ban nhạc với những người khác và giúp cô ấy hoàn thành lời bài hát "Yes! BanG_Dream", cô do dự việc tham gia.

### Ichigaya Arisa
Ichigaya Arisa (市ヶ谷 有咲 Ichigaya Arisa) là người chơi keyboard của Poppin'Party và học sinh năm ba tại trường Hanasakigawa. Cô chơi keyboard Roland Juno-DS61. Arisa là một cô gái thích ở trong nhà thích chăm sóc cây bonsai và lướt mạng. Cô không đi ra ngoài nhiều, nhưng cực kỳ thông minh và xuất sắc về học thuật, bao gồm người chơi piano đứng đầu tại trường âm nhạc của cô. Miệng lưỡi sắc bén của cô làm cho cô và Kasumi thường xuyên đấu đá nhau, mặc dù cô cố giữ vẻ ngoài của một cô gái giàu có và lịch sự quanh những người khác. Bà của cô làm chủ tiệm cầm đồ Ryuseido.
Trước khi gặp Kasumi, Arisa thường bỏ học, dẫn đến tin đồn cô thật sự là một con ma. Ban đầu cô chống đối đề nghị thành lập ban nhạc của Kasumi và cố bán cây Random Star, nhưng chịu khuất phục và sau này chịu trách nhiệm tạo tên Poppin'Party. Mặc dù trò hề của các bạn cô làm cô bực tức, như là lên lịch tập tại tầng hầm của cô mà không có sự đồng ý, cô vẫn tậm tâm cho Poppin'Party, bao gồm chỉ đạo ban nhạc trong việc tạo video ca nhạc và tăng số lượng trình diễn để giành sức hút trong BanG Dream! Girls Band Challenge. Tuy nhiên, bản tính cô lập của cô cũng xung khắc với nhóm; lúc điểm số của cô bắt đầu rớt trước một buổi diễn trực tiếp, cô tuyên bố cho giáo viên của cô rằng cô sẽ có thể đạt điểm cao trong kì thi kiểm tra và trình diễn cùng ngày, nhưng áp lực và việc không muốn tiết lộ chuyện với giáo viên làm cô mắng Rimi. Mặc dù nóng giận bởi tội lỗi, cô bắt đầu kể cho họ về mục đích của cô và họ làm lành. Cô trở thành thư ký hội học sinh Hanasakigawa trong năm hai cấp ba, nghĩ là vị trí này sẽ tạo ra điểm tốt trong học bạ của cô. Vào năm cuối, Arisa được xướng tên làm hội phó hội học sinh.
Arisa được lồng tiếng bởi Itō Ayasa. Maggie Flecknoe lồng tiếng cho cô trong bản tiếng Anh.
Trong Star Beat, Arisa là một hikikomori chơi trò chơi điện tử. Cô giới thiệu cho Kasumi cây Random Star tại tiệm cầm đồ của cô như trong phiên bản hiện tại, cô cho phép cô ấy chơi với điều kiện Kasumi đồng ý tham gia "trò chơi" của cô.

## Afterglow
Một ban nhạc của những người bạn từ thời thơ ấu do Uehara Himari dẫn đầu, Afterglow được thành lập sau khi Ran Mitake bị xếp học khác lớp với những người khác hồi cấp hai. Năm người sống bởi tín điều duy trì tình bạn của họ; phù hợp với việc giữ hiện trạng như trước của họ, họ có tính thẩm mỹ "không bóng bẩy" và âm nhạc của họ tập trung vào tình bạn của họ. Cái tên đến từ từ tiếng Anh về hiệu ứng bầu trời lúc mặt trời lặn, xuất phát từ những người bạn thường ngắm mặt trời lặn cùng nhau.
Trong anime mùa hai, Afterglow tham gia lễ hội khu mua sắm với Poppin'Party, sau đó là buổi diễn trực tiếp tự tài trợ. Ban nhạc bỏ qua Girls Band Challenge trong mùa ba do kẹt lịch. Afterglow có ba câu chuyện ban nhạc trong Girls Band Party!: "Afterglow, The Same As Always" tập trung vào mối quan hệ của Ran với bố mình và sự phản đối của ông về ban nhạc; "Tied to the Skies" xoay quanh sự phát triển của cô và các bạn ban nhạc của cô sợ rằng họ bị bỏ lại phía sau; và "One of Us" theo ban nhạc tham gia sự kiện âm nhạc Melodic Rain.

### Mitake Ran
Mitake Ran (美竹 蘭 Mitake Ran) là ca sĩ chính và người chơi guitar đệm cho Afterglow, và học sinh năm ba tại trường cấp ba nữ sinh Haneoka. Gia đình của Ran có lịch sử 100 năm trong nghệ thuật cắm hoa ikebana. Cô có ý chí mạnh mẽ, ghét thua cuộc, và dễ cô đơn do bản tính hay ngượng và xa lánh của cô. Ran trân trọng sâu sắc thời gian của cô với bạn bè, và thường nói câu "Vẫn như mọi khi" như là lời khen cho màn trình diễn của ban nhạc cô ấy. Mặc dù cô chính thức không phải là thủ lĩnh ban nhạc, cô phải ra quyết định cho họ khi mà Himari không có đủ dũng khí làm thế. Do đánh giá tầm quan trọng của mối liên kết giữa các thành viên hơn kỹ năng âm nhạc, cô coi Yukina và Roselia là đối thủ của Afterglow.
Hồi năm hai cấp hai, Ran được phân vào lớp khác với các bạn của mình, kết thúc chuỗi ngày năm người học chung từ hồi tiểu học. Do tính cách trầm lặng của cô, cô gặp khó khăn làm quen bạn mới trong lớp mới, khiến cô bỏ học trốn lên sân thượng trường học. Trên sân thượng, cô xả sự thất vọng vào vần thơ, cuối cùng trở thành lời bài hát của Afterglow. Ran được các bạn thúc đẩy làm ca sĩ chính do cô hiểu lời bài hát, nhưng cô chọn cũng chơi guitar để tay được bận rộn trên sân khấu. Lúc ban nhạc trở nên nổi tiếng trong khu vực và có nhu cầu tham gia cuộc thi Girl Jam, bố của Ran phản đối và ra lệnh cho cô ưu tiên nghệ thuật cắm hoa; áp lực của sự kiện và gia đình cô làm Ran trở nên lãnh đạm và chỉ trích người trong ban nhạc. Sau khi làm lành với các bạn, cô đối chất bố cô về sự cống hiến cho Afterglow và mời ông đi xem Girl Band Jam. Sau khi xem màn trình diễn của họ, ông đổi ý định và chấp nhận tầm quan trọng của ban nhạc đối với cô ấy. Lúc Ran tiếp tục việc cắm hoa ngoài việc chơi cho ban nhạc, các bạn trong ban nhạc sợ hiện trạng như trước của họ bị rối loạn bởi việc Ran thay đổi bổn phận, bao gồm việc họ không có khả năng lĩnh hội lời bài hát do cô viết. Lúc năm người gặp mặt và hòa giải sau khi ngắm mặt trời lặn và mặt trời mọc, Ran đổi lời bài hát của cô để phản ánh những người bạn vẫn còn kết nối mặc cho sự phát triển con người của cô.
Ran được lồng tiếng bởi Sakura Ayane. Sakura ban đầu ngần ngại đóng vai Ran do thiếu kinh nghiệm âm nhạc, nhưng đồng ý tham gia sau khi bị hấp dẫn bởi tiền đề của Afterglow. Courtney Lomelo lồng tiếng Ran trong bản tiếng Anh.

### Aoba Moca
Aoba Moca (青葉 モカ Aoba Moka) là người chơi guitar chính của Afterglow và học sinh năm ba tại trường Haneoka. Moca hoàn toàn hờ hững với những thứ mà cô không có hứng thú, nhưng sẵn lòng làm bất cứ điều gì cho bạn bè, đặc biệt với Ran, người mà cô thân thiết. Cô yêu manga và bánh bao từ tiệm bánh mì Yamabuki, và làm việc bán thời gian tại một cửa hàng tiện lợi với Lisa. Moca có thói quen gọi bản thân là "Moca-chan" khi cô cảm thấy thật sự tự tin, và thường đặt biệt danh cho bạn của cô và những người xung quanh cô.
Mặc cho bản tính ngái ngủ và đôi lúc phiền hà, Moca nhạy bén và thấu hiểu lo âu của bạn bè, làm người hòa giải cho các bất đồng trong ban nhạc. Ví dụ, hồi nhỏ, cô là người đầu tiên tiếp cận Ran và mời cô ấy chơi với các bạn trong công viên. Hồi học cấp hai, cô cũng nắm bắt hành vi của Ran sau khi bị tách lớp. Lúc ban nhạc bị rạn nứt do Ran liên tục tách biệt bản thân trước Girl Jam, Moca trực tiếp khơi mào cãi vả căng thẳng trong phòng bệnh của Tsugumi cho đến khi y tá nhắc nhở họ, khiến họ nhận ra tình bạn của họ quá mạnh đến nỗi không thể bị phá vỡ bởi những bất đồng nhỏ nhặt. Mặc dù Moca ủng hộ sự phát triển của Ran, cô phát triển nỗi sợ bị bỏ lại phía sau và không thể giúp cô ấy, đến cuối thì được khuây khỏa khi Ran bày tỏ sự cảm kích của cô ấy vì sự hiện diện của cô.
Moca được lồng tiếng bởi Misawa Sachika. Misawa là đồng dẫn chương trình radio Afterglow Sunset STUDIO. Moca được lồng tiếng bởi Cat Thomas trong bản tiếng Anh.

### Uehara Himari
Uehara Himari (上原 ひまり Uehara Himari) là người chơi bass và trưởng nhóm Afterglow và học sinh năm ba tại trường Haneoka và thành viên của câu lạc bộ tennis của trường. Một cô gái vui vẻ và tốt bụng, cô bị các bạn trong ban nhạc chọc ghẹo nhiều. Cô không giỏi đọc vị người khác và nỗ lực của cô đôi khi có thể là vô ích. Himari dễ khóc khi cô cảm thấy xúc động và trong nhiều cách khác, phụ thuộc vào các thành viên khác để ra quyết định. Cô cũng thích làm bánh và đánh giá đồ ngọt từ các cửa hàng tiện lợi khác nhau. Moca gọi cô là "Hii-chan".
Hồi học cấp hai, Himari thường mời các bạn đi karaoke do cô thích cảm giác trình diễn. Khi những người khác đồng ý với cô nhưng chỉ ra họ không thể tiếp tục như thế này, Tsugumi đề xuất lập ban nhạc. Himari chọn bass sau khi nghe Tomoe gợi ý nhạc cụ khi hỏi về các vai trò trong một ban nhạc. Là bạn thân của Lisa, Himari ngưỡng mộ người cùng chơi bass và độ tin cậy của đàn chị lớp trên và muốn giống như cô ấy, mặc dù các bạn trong ban nhạc của cô khăng khăng rằng cô đủ khả năng làm được nhờ hành động và sự hỗ trợ cho họ của cô.
Katō Emiri lồng tiếng cho Himari. Chaney Moore lồng tiếng bản tiếng Anh.

### Udagawa Tomoe
Udagawa Tomoe (宇田川 巴 Udagawa Tomoe) là người chơi trống của Afterglow và học sinh năm ba tại trường Haneoka. Tomoe là một cô gái thật thà, không bao giờ nói xấu người khác và không có cảm giác hối tiếc. Cô thân thiện với người lớn trong khu phố mua sắm, chơi trống taiko cho họ trong các dịp lễ hội địa phương. Giống em gái của cô Ako, cô có điểm yếu trong thời trang. Ngoài ban nhạc, Tomoe làm việc bán thời gian tại nhà hàng đồ ăn nhanh và là thành viên của câu lạc bộ nhảy hiện đại của Haneoka. Moca gọi cô là "Tomo-chin".
Tomoe trở thành người chơi trống trong ban nhạc nhờ kinh nghiệm chơi taiko của cô. Lúc Ran tách bản thân khỏi ban nhạc trước Girl Jam do bố cô, Tomoe chất vấn cô ấy nhưng tình cờ xúc phạm cô ấy khi cô cãi Ran không tiết lộ chuyện gia đình cho họ. Sau khi Ran và Moca bắt đầu cãi nhau, Tomoe cố can nhưng bị kéo vào tranh cãi cho đến khi y tá nhắc nhở và hòa giải. Tomoe cũng gọi ban nhạc họp khẩn cấp trên sân thượng khi những người khác gặp khó khăn trong việc bám theo Ran khi cô ấy có tiến triển với nghệ thuật cắm hoa, giải thích mong muốn của cô là được "vẫn như mọi khi" bằng cách ngắm mặt trời lặn lần nữa. Ngoài ban nhạc, Tomoe duy tri hình ảnh ngầu mà Ako ngưỡng mộ, mặc dù màn trình diễn được cải thiện với Roselia của Ako làm Tomoe thắc mắc sự hiện diện của cô trong sự phát triển của em gái mình. Cuối cùng, cô quyết định tiếp tục thái độ lạc quan của cô, lý do là cô thấy hài lòng miễn là nó làm Ako hạnh phúc.
Tomoe được lồng tiếng bởi Hikasa Yoko, và được lồng tiếng bởi Celeste Roberts trong bản tiếng Anh.

### Hazawa Tsugumi
Hazawa Tsugumi (羽沢 つぐみ Hazawa Tsugumi) là người chơi keyboard của Afterglow và học sinh năm ba tại trường Haneoka, cô cũng là hội phó hội học sinh. Biệt danh "Tsugu" do bạn bè đặt và là cô gái bình thường nhất trong ban nhạc, Tsugumi có tính cách tích cực giữ cho tinh thần của ban nhạc luôn cao. Ngoài ban nhạc, cô làm việc tại quán cà phê của gia đình cô, sở thích của cô là ngắm sao và đọc manga.
Trước sự ngạc nhiên của bạn bè, Tsugumi chịu trách nhiệm thành lập Afterglow, để duy trì khoảng cách gần với Ran; cô trở thành người chơi keyboard của ban nhạc do cô đã chơi piano lúc lớn lên. Tsugumi thúc đẩy ban nhạc tham gia Girl Jam, mặc dù cô làm quá sức giữa việc lo cho ban nhạc và nhiệm vụ hội học sinh, làm cô bất tỉnh và nhập viện. Đợt nằm viện của cô dẫn các bạn của cô đến phòng cô ấy, nơi mà Ran và Moca cãi nhau đến khi họ có thể giải quyết tình hình. Sau đó cô phát triển mối quan hệ với cặp sinh đôi Hikawa, làm bạn với Sayo trong lớp học làm bánh và làm việc bên cạnh Hina tại hội học sinh Haneoka trong năm hai cấp ba, và trở thành người thầy với Tsukushi khi cô ấy bắt đầu làm việc tại quán cà phê Hazawa. Tsugumi trở thành hội trưởng hội học sinh khi lên năm cuối.
Kanemoto Hisako đóng vai Tsugumi. Cùng với Misawa Sachika, Kanemoto đồng dẫn chương trình Sunset STUDIO. Tsugumi được lồng tiếng bởi Allison Sumrall trong bản tiếng Anh.

## Pastel Palettes
Viết cách điệu là Pastel＊Palettes, một "ban nhạc thần tượng" được thành lập làm mánh lới quảng cáo bởi một công ty quản lý tài năng. Mặc dù dự tính họ không chơi nhạc cụ trong trình diễn trực tiếp, họ bắt đầu làm thế sau khi lỗi kỹ thuật gây tai tiếng cho buổi ra mắt của họ. Phương pháp này đã biến họ thành một nhóm nổi tiếng. "Pastel Palettes" đề cập đến cá tính đầy màu sắc và đa dạng của ban nhạc, trang phục của mỗi thành viên có màu tươi sáng và nhiều lớp và đồng điệu sự hài hòa giữa năm người trong bài hát của họ.
Lần ra mắt trong anime của Pastel Palettes là ở mùa hai khi họ tham gia World Idol Festival và buổi diễn của Poppin'Party. Nhóm có ba câu chuyện ban nhạc trong trò chơi: "Pastel Palettes, The Beginning" bao gồm sự hình thành của họ và nỗ lực hồi phục từ màn ra mắt thảm họa của họ; "Luminous Once More" bàn về ước mơ và mục đích của các thành viên khi các hoạt động chung của họ bị cản trở bởi các nghĩa vụ khác, và "Title Idol" kể về mối quan hệ của họ với một nhóm thần tượng mới được công ty quản lý tài năng của họ thành lập.

### Maruyama Aya
Maruyama Aya (丸山 彩 Maruyama Aya) là ca sĩ của Pastel Palettes và sinh viên năm nhất khoa văn học tại trường đại học Yotsuba. Cựu học sinh của trường Hanasakigawa, cô dễ xúc động và khóc nhiều, mặc cho bề ngoài cô rất vui vẻ, can đảm, và đầy năng lượng. Cô có những kỹ năng kì lạ như biết cách chụp selfie hoàn hảo và ước người ta sẽ nhận ra cô ấy khi cô ra ngoài, do đó cô không cải trang ở nơi công cộng. Ngoài ban nhạc, cô làm việc bán thời gian tại cửa hàng đồ ăn nhanh cùng với Kanon.
Một người hâm mộ cuồng nhiệt các nhóm thần tượng khác, Aya từng là thực tập sinh thần tượng ba năm trước khi được chọn là ca sĩ chính của Pastel Palettes. Mặc cho màn trình diễn ra mắt thất bại của ban nhạc, cô lấy lại danh tiếng của họ bằng cách tự đi bán vé cho buổi hòa nhạc tiếp theo của họ trong trời mưa. Khi công ty quản lý của cô cân nhắc việc cấm cô hát trong buổi diễn do thiếu kinh nghiệm, sự quyết tâm được hát của cô và sự giúp đỡ của các thành viên ban nhạc thuyết phục được họ. Trong khi cô là trưởng ban nhạc, tính không đáng tin cậy của cô làm cho cô khác biệt giữa các thành viên ban nhạc, những người đôi khi cố cản cô cố làm nhiệm vụ khó khăn.
Cô được lồng tiếng bởi Maeshima Ami, từng đồng dẫn chương trình tạp kỹ Bandori! TV với Aimi, cho đến khi cô tạm thời rút khỏi vai từ ngày 30 tháng 11 năm 2022 đến ngày 1 tháng 9 năm 2023. Mai Le lồng tiếng cho Aya trong bản tiếng Anh.

### Hikawa Hina
Hikawa Hina (氷川 日菜 Hikawa Hina) là người chơi guitar của Pastel Palettes, sinh viên năm nhất tại trường đại học Keiho, và em gái sinh đôi của Sayo. Cô là một thiên tài, có thể làm bất kì việc gì sau một lần làm mẫu. Cô là một cô gái vui vẻ và thật thà, mặc dù cô khó khăn trong việc hiểu cảm xúc người khác (đặc biệt với người làm việc chăm chỉ cho ước mơ của họ) và dễ thấy chán. Hina thường dùng những từ kì lạ để mô tả cảm xúc, như là "boppin' (るん)" và "zappin' (ピピツ)".
Tìm kiếm điều gì đó thú vị để làm, Hina gia nhập Pastel Palettes sau khi vượt qua buổi tuyển chọn dễ dàng. Khi ban nhạc có tiếng hơn, Hina thu hút những người hâm mô thích thú với tính cách kì lạ của cô. Mặc dù lúc đầu bị bối rối, cô nhận ra thú vui của mình khi là thành viên của Pastel Palettes cũng xuất phát từ tính tò mò về người khác của cô. Ngoài Pastel Palettes, Hina rất gắn bó với Sayo và muốn dành thời gian bên cô ấy, do đó cô chọn chơi guitar. Mặc dù Sayo ban đầu cố tách rời khỏi Hina, hai người dần dần gắn bó và hứa hỗ trợ lẫn nhau trong sự nghiệp âm nhạc của họ. Sau khi làm hội trưởng hội học sinh của trường Haneoka trong năm cuối, cô trở thành sinh viên nhân chủng học tại trường đại học Keiho.
Ozawa Ari lồng tiếng cho Hina, Katelyn Barr lồng tiếng trong bản tiếng Anh.

### Shirasagi Chisato
Shirasagi Chisato (白鷺 千聖 Shirasagi Chisato) là người chơi bass của Pastel Palettes, sinh viên năm nhất khoa văn học tại trường đại học Yotsuba, và bạn thời thơ ấu của Kaoru. Đã là diễn viên nổi tiếng từ lúc nhỏ, Chisato đã học cách coi trọng cuộc sống riêng tư và bạn bè của cô. Bên dưới cách nhìn tử tế và dịu dàng của cô, cô có thể khá toan tính và thậm chí lỗ mãng và lạnh lùng tùy lúc, đặc biệt đối với tính cách diễn kịch của Kaoru. Cô cũng là bạn thân với Kanon, người mà cô gặp ở trường cấp hai Hanasakigawa và kết bạn với tư cách là người đầu tiên coi cô như là người bình thường hơn là người nổi tiếng.
Sau màn trình diễn ra mắt thảm họa của Pastel Palettes, một Chisato hoài nghi cố gắng rời ban nhạc do cô cảm thấy cô không thể ở lại với một dự án đang sụp đổ mà sẽ hủy hoại danh tiếng của cô, nhưng sự tiêu cực từ công chúng vẫn còn đó và hậu quả tiềm ẩn khi cô bỏ đã ép cô ở lại. Mặc dù bi quan về tương lai của ban nhạc, Chisato bị ngạc nhiên khi cô thấy Aya cố bán vé cho buổi diễn tiếp theo của Pastel Palettes trong trời mưa; lấy lại cảm hứng, cô đã bỏ công sức vào ban nhạc. Mặc dù cô được coi là tấm gương mẫu cho sự chuyên nghiệp bởi các cô gái khác, họ không biết cô nỗ lực chăm chỉ để có kết quả tốt. Sau khi tốt nghiệp cấp ba, Chisato trúng tuyển trường đại học Yotsuba và bắt đầu sống chung căn hộ với Kanon.
Uesaka Sumire lồng tiếng cho Chisato, trong khi Patricia Duran lồng tiếng trong bản tiếng Anh.

### Yamato Maya
Yamato Maya (大和 麻弥 Yamato Maya) là người chơi trống của Pastel Palettes có đeo kính và sinh viên năm nhất ngành xã hội học tại trường đại học Keiho. Vui vẻ nhất khi có nhạc cụ xung quanh, Maya là dân nghiện công nghệ trở nên không thể cản được khi nói về sở thích của cô, và hoàn toàn quên thời gian khi cô bắt đầu chỉnh sửa mọi loại chi tiết và thiết bị. Cô từng là thành viên của câu lạc bộ kịch trường Haneoka.
Trước khi gia nhập Pastel Palettes, cô từng là nhạc công phòng thu làm việc cho công ty quản lý. Không như các dụng cụ khác mà có thể làm giả cho mưu trò ban nhạc thần tượng, phía công ty quản lý yêu cầu một tay trống thực thụ, dẫn đến việc nhân viên chọn Maya làm tay trống tạm thời. Mặc dù cô thích quãng thời gian với Pastel Palettes, Maya ban đầu thấy khó hiện diện trong ban nhạc do cô cảm thấy cô không phù hợp với hình ảnh thần tượng bởi vì sở thích và tính hay ngượng của cô. Với sự hỗ trợ của bạn bè, cô nhận ra sự lạc quan của cô ảnh hưởng đến những người hâm mộ của cô và vận dụng tính cách của cô. Maya cũng phụ trách một chuyên mục cho tạp chí thần tượng, thường viết về nhạc cụ.
Nakagami Ikumi lồng tiếng cho Maya, trong khi Chelsea McCurdy lồng tiếng trong bản tiếng Anh.

### Wakamiya Eve
Wakamiya Eve (若宮 イヴ Wakamiya Ivu) là người chơi keyboard của Pastel Palettes và học sinh năm ba tại trường Hanasakigawa, cô là người trẻ nhất nhưng cao nhất của ban nhạc. Cô là người nửa Nhật nửa Phần Lan và lớn lên ở Phần Lan. Eve khá thoải mái và tử tế với mọi người, yêu và thích thú với văn hóa Nhật Bản, và tin vào con đường võ sĩ đạo. Ngoài ban nhạc, cô là thành viên của các câu lạc bộ cắm hoa, kendo và trà đạo trường Hanasakigawa. Eve cũng là nhân viên bán thời gian tại quán cà phê Hazawa.
Trước khi gia nhập Pastel Palettes, cô từng là người mẫu tại công ty quản lý. Bạn học của Kasumi trong năm đầu, Eve nhanh chóng làm bạn với các thành viên của Poppin'Party và Hello, Happy World! khi họ tham gia một buổi tiệc ngắm hoa anh đào. Do tính thân thiện của cô, cô khó có thể nói dối khi cô muốn gây ấn tượng bạn người Phần Lan của cô Hanne lúc cô đến Nhật, và dập tắt một cuộc cãi vả giữa những người hâm mộ Pastel Palettes trong buổi diễn trực tiếp của họ. Cô cuối cùng đã vượt qua những khổ cực đó với các thành viên ban nhạc và lý tưởng học được từ võ sĩ đạo.
Eve được lồng tiếng bởi cựu thành viên SKE48 Hata Sawako, trong khi cô được lồng tiếng bởi Skyler Sinclair trong bản tiếng Anh.

## Roselia

Logo của Roselia

Một ban nhạc Gothic rock nổi tiếng được công nhận ở mức cận chuyên và được ngành công nghiệp âm nhạc để ý. Tên của họ là sự kết hợp giữa "rose (hoa hồng)" và "camellia (chi Chè)", ám chỉ đến hoa hồng xanh đại diện cho mục tiêu đạt được điều không thể của ban nhạc. Với âm nhạc cũng thiên về symphonic metal, các buổi diễn của Roselia được dựa trên phong cách visual kei với trang phục cầu kỳ và hình ảnh ấn tượng.
Trong anime mùa đầu tiên, Roselia đóng vai nhỏ khi trình diễn tại buổi diễn cuối cùng của Space. Sự hiện diện của ban nhạc tăng lên nhờ đồng vai chính trong mùa hai và ba khi các thành viên tổ chức một buổi diễn tự tài trợ và tham gia Girls Band Challenge. Trong trò chơi, mục tiêu chính của họ là trình diễn tại lễ hội Future World Fes có uy tín. Roselia có ba câu chuyện ban nhạc: "Bloom of the Blue Rose" kể lại sự thành lập của họ; "Neo-Aspect" kể về nỗ lực tìm lại niềm tự hào của họ sau một màn trình diễn nhạt nhẽo; và "Sprechchor" tập trung vào những suy nghĩ của ban nhạc trong việc trở thành một nhóm chuyên nghiệp. Hai câu chuyện ban nhạc đầu tiên và bộ ba câu chuyện sự kiện "Noble Rose" được chuyển thể thành hai phần phim điện ảnh Episode of Roselia.

### Minato Yukina
Minato Yukina (湊 友希那 Minato Yukina) là trưởng nhóm và ca sĩ cầu toàn của Roselia đánh đổi mọi thứ tập trung vào âm nhạc rất nghiêm túc. Cô đã hát rất nhiều, lấy cảm hứng từ bố cô, người có sự nghiệp âm nhạc nổi trội đã từ bỏ sau khi ông bị ép từ bỏ việc làm nhạc theo riêng mình và phản bội. Mặc dù cô thường lạnh nhạt và khắc kỷ, cô sẽ thể hiện mặt mềm dẻo hơn cho những người mà cô thân thiện. Cô là bạn thân từ thời thơ ấu của Lisa. Ngoài ban nhạc, cô là sinh viên năm nhất khoa âm nhạc tại trường đại học Yotsuba sau khi tốt nghiệp trường cấp ba nữ sinh Haneoka. Yukina cũng yêu mèo một cách bí mật.
Trước khi hình thành Roselia, Yukina từng là người diễn độc tấu tại các live house trong khu vực có mong muốn lập một nhóm hoàn hảo để trình diễn tại Future World Fes. Mặc cho thành công ban đầu của ban nhạc, Yukina bí mật họp kín với các công ty quản lý để xúc tiến mở rộng cửa vào Future World Fes cho riêng mình, dẫn đến bất hòa khi Ako và Rinko phát hiện ra. Lúc nhận ra động cơ cá nhân của cô đã làm tổn thương những người khác và mong muốn giữ lại nhóm của cô, cô từ chối lời mời của các công ty và tiếp tục trình diễn với Roselia. Ban nhạc sau này chơi tại sự kiện Sweet Music Shower, nhưng màn trình diễn tệ hại đẩy Yukina trở lại bản tính lạnh lùng hơn của cô trong nỗ lực khôi phục âm thanh của họ, dẫn đến việc Ako bỏ đi. Lúc tham dự một buổi diễn của Poppin'Party, cô nhận ra cô và các thành viên khác đã mất niềm tự hào trong bản thân, và quyết tâm tìm lại cảm giác đó và thích được làm một phần của Roselia. Sau khi ban nhạc tổ chức buổi diễn tự tài trợ, Yukina được Chiyu tiếp cận về việc trở thành nhà sản xuất của Roselia nhưng bị khiển trách, nảy sinh hận thù một phía giữa cô ấy và Roselia. Sau khi Chiyu thách thức Roselia tham gia Girls Band Challenge và cuộc chiến giữa những ban nhạc, Yukina đồng ý tham gia mặc cho dự định của nhóm là tập trung vào Future World Fes, cảm thấy rằng các sự kiện này sẽ giúp Roselia phát triển. Màn trình diễn thành công tại Future World Fes cho phép cô nhận ra rằng cô cuối cùng đã vượt qua bố cô và đã tạo ra tính cách nghệ sĩ của riêng mình.
Aina Aiba vào vai Yukina, trong khi Olivia Swasey lồng tiếng trong bản tiếng Anh.

### Hikawa Sayo
Hikawa Sayo (氷川 紗夜 Hikawa Sayo) là người chơi guitar của Roselia và sinh viên năm nhất ngành luật tại trường đại học Keiho. Cô chơi guitar ESP M-II. Nghiêm túc với khuyết điểm và không đi tắt đón đầu, cô là chị của người em sinh đôi Hina; Sayo có phức cảm tự ti do Hina luôn có thể làm nhiều việc hoàn hảo mà không cần thử, trong khi Sayo luôn đặt nỗ lực tuyệt đối vào mọi thứ nhưng không thể thực hiện tốt như cô ấy. Cô không thích cà rốt một cách mạnh mẽ do cô từng ăn phần của Hina (người cũng không thích cà rốt) hồi họ còn nhỏ, và bị mắng vì cô không ăn phần của mình. Sayo từng học tại trường cấp ba nữ sinh Hanasakigawa, cô từng tham gia câu lạc bộ bắn cung và ủy ban kỷ luật hội học sinh.
Sau khi chơi cho vài ban nhạc nhưng rút lui do nghi vấn về tài năng của các thành viên ban nhạc của cô, Sayo trở thành người đầu tiên gia nhập Roselia sau khi Yukina tiếp cận. Mặc cho hoài nghi ban đầu về Roselia, cô cống hiến cho ban nhạc trong nỗ lực tạo ra khác biệt với Hina. Kết quả là, cô liên tục tức giận khi cô phát hiện Hina trong đám đông tại các buổi diễn của Roselia. Bất chấp phức cảm của cô, Sayo ước được thành thật trước Hina và hứa rằng hai người sẽ thúc đẩy lẫn nhau trong việc chơi guitar. Khi Girls Band Challenge bắt đầu, Sayo miễn cưỡng tham gia và Roselia đấu với Raise A Suilen khi mà Future World Fes đến gần, nhưng sau khi đến căn penthouse của Chiyu và nghe cô ấy giải thích, cô có động lực đánh bại RAS. Tuy nhiên, sau khi Roselia bại trận và đổi hướng chuẩn bị cho vòng sơ khảo Over the Future, cô hoạt động quá sức và ngất xỉu sau buổi tập. Trong lúc hồi phục từ cơn sốt, Sayo viết một bài hát mà Roselia sau đó trình diễn tại vòng chung kết Girls Band Challenge.
Sayo được lồng tiếng bởi Kudō Haruka. Kudō và thành viên Roselia Sakuragawa Megu dẫn chương trình Nippon Broadcasting System Radio Shout!. Elissa Cuellar vào vai cô ấy trong bản tiếng Anh.

### Imai Lisa
Imai Lisa (今井 リサ Imai Risa) là người chơi bass của Roselia, sinh viên năm nhất ngành quan hệ quốc tế tại trường đại học Yotsuba, và bạn thân và hàng xóm của Yukina từ nhỏ. Cô có diện mạo như là gyaru, nhưng thường làm những việc không phù hợp với hình ảnh đó và kết cục phải giấu nó. Thực tế, Lisa là một cô gái đầy lòng trắc ẩn thích chăm sóc người khác, dễ gần, và có nhiều bạn, và cũng thích làm bánh quy, cô thậm chí được gọi là mẹ của Roselia. Ngoài ban nhạc, cô làm việc bán thời gian tại một cửa hàng tiện lợi với Moca và từng tham gia câu lạc bộ nhảy hiện đại và tennis của trường Haneoka.
Lớn lên với Yukina, Lisa từng chơi bass trước khi dừng lại để tập trung vào làm móng. Khi Sayo chỉ ra Roselia cần một người chơi bass, Lisa đề nghị lắp vào các buổi tập nhưng trở thành thành viên cố định sau khi gây ấn tượng những người khác. Mặc dù Lisa cảm thấy cô là nhạc công ít kinh nghiệm nhất trong ban nhạc, tính cách thoải mái và hữu ích của cô giữ các thành viên vừa lòng. Tuy vậy, cô hăng hái hỗ trợ ban nhạc về phần âm nhạc, bao gồm cố viết lời bài hát. Trước Future World Fes, cô hỏi bản thân lý do làm một phần của Roselia, nhưng cuộc trò chuyện với các thành viên và hồi tưởng lại thời nhỏ với Yukina giục cô nhớ lại mong ước hỗ trợ người bạn thời thơ ấu trong âm nhạc.
Lisa ban đầu được lồng tiếng bởi Endō Yurika cho đến khi cô nghỉ hưu vào tháng 5 năm 2018, và Nakashima Yuki tiếp quản nhân vật. Trong bản tiếng Anh, Lisa được lồng tiếng bởi Nastasia Marquez.

### Udagawa Ako
Udagawa Ako (宇田川 あこ Udagawa Ako) là người chơi trống của Roselia và em gái của Tomoe, người cô ngưỡng mộ nhiều và có chung niềm đam mê thời trang goth và punk. Cô là học sinh năm hai tại trường Haneoka, cô là thành viên nhỏ tuổi nhất và lùn nhất của Roselia. Cô được biết đến thường có khuynh hướng chūnibyō, có thể là kết quả của thời gian cô dành để chơi trò chơi điện tử trực tuyến. Cô là bạn thân với Rinko, người mà cô gặp thông qua trò chơi trực tuyến Neo Fantasy Online. Ngoài ban nhạc, cô là bạn cùng lớp với Rokka và Asuka, và cũng là thành viên của câu lạc bộ nhảy hiện đại tại trường.
Trước khi thành lập Roselia, Ako từng là người hâm mộ Yukina và thường tham dự các màn trình diễn độc tấu của cô. Cô cố gia nhập ban nhạc mới của Yukina, nhưng bị từ chối liên tục đến khi Lisa thuyết phục Yukina cho cô chơi thử. Khi Roselia thất vọng với Sweet Music Shower và Yukina trở lại bản chất nghiêm khắc của cô, Ako là người đầu tiên chỉ ra mối bất hòa của ban nhạc. Với lời động viên từ Tomoe, cô và Rinko cùng nhau hàn gắn ban nhạc. Mặc dù Ako ngưỡng mộ Tomoe là chính, người chị thấy bản thân bất mãn với khả năng chơi trống liên tục cải thiện của Ako nên cô ấy bắt đầu cảm thấy không cần đến. Khi hai người thảo luận vấn đề, Ako giải thích cô chọn chơi trống và tham gia câu lạc bộ nhảy hiện đại để theo chân Tomoe, thuyết phục Tomoe không được để lộ mối lo của cô ấy khi cô ấy muốn tiếp tục là nguồn cảm hứng của Ako.
Cô được lồng tiếng bởi Sakuragawa Megu, người đồng dẫn chương trình Radio Shout! với Kudō. Julia Traber lồng tiếng cho Ako trong bản tiếng Anh.

### Shirokane Rinko
Shirokane Rinko (白金 燐子 Shirokane Rinko) là người chơi keyboard của Roselia và sinh viên năm nhất ngành âm nhạc tại trường đại học Yotsuba. Rinko đã chơi piano từ nhỏ và đã thắng vài cuộc thi piano. Cô cực kỳ nhút nhát và khó giao tiếp, dễ bị sợ nếu cô bị bao quanh bởi đám đông người mà cô không quen biết. Do đó, cô không ra ngoài nhiều, dễ bối rối, và trở nên bi quan. Trong thời gian rảnh, cô thích đọc sách và chơi trò chơi trực tuyến, gặp bạn thân Ako trong trò chơi; Ako cũng gọi cô là "Rin-rin".
Cô là người cuối cùng gia nhập Roselia sau khi chơi cùng với video tập của ban nhạc và vượt qua buổi tuyển chọn. Do thiên hướng nhút nhát của cô, Rinko do dự việc trình diễn trực tiếp nhưng tuyên bố cô muốn chơi với ban nhạc. Là thợ may có kỹ năng, cô thiết kế trang phục của Roselia, mỗi trang phục có chủ đề khác nhau; ví dụ, trang phục "Neo-Aspect" của ban nhạc lấy đồng hồ làm chủ đạo để biểu tượng hóa thời gian dừng lại (sau một cuộc cãi nhau làm họ tách ra) và chuyển động của kim đồng hồ chính là họ (sau hòa giải). Hồi năm hai cấp ba, Rinko đã thử vài câu lạc bộ—mà sau này cô đã từ chối gia nhập—trong nỗ lực xây dựng sự tự tin để tham gia cuộc thi piano mà cô đã tham gia hồi nhỏ nhưng kết thúc thất bại. Mặc cho sự hồ nghi về việc trở lại cuộc thi và tự hỏi tại sao cô thích chơi piano, cô tìm thấy động lực sau khi nhớ lại nhạc cụ đã giúp cô bày tỏ những cảm xúc hơn cả ngôn từ. Rinko trở thành hội trưởng hội học sinh của Hanasakigawa vào năm cuối trong nỗ lực chống lại chứng lo âu của cô trong khi cũng giúp đỡ những người khác.
Akesaka Satomi đã vào vai Rinko đến khi bị giảm thính lực đột ngột buộc cô ấy rời ban nhạc và dự án BanG Dream! trong tháng 9 năm 2018. Cuộc tuyển vai mở được tổ chức để tìm người nối tiếp, và Shizaki Kanon nhận vai Rinko vào tháng 11. Cynthia Martinez lồng tiếng cho Rinko trong bản tiếng Anh.

## Hello, Happy World
Hello, Happy World!, thường gọi tắt là HaroHapi (ハロハピ) được thành lập bởi Tsurumaki Kokoro với ước mơ làm cho mọi người khắp thế giới cười. Ban nhạc nổi tiếng với trẻ em và họ thường biểu diễn tại trường mẫu giáo và bệnh viện dành cho trẻ em, mặc dù âm nhạc của họ hấp dẫn mọi lứa tuổi từ big band ("Goka! Gokai!? Phantom Thief!") đến hip hop ("Worldwide Treasure!"). Họ được đặt tên sau nhiệm vụ duy nhất của họ để "làm cho thế giới vui vẻ" thông qua âm nhạc của họ. Khẩu hiệu của họ là "Happy, Lucky, Smile, Yay~!", còn được viết tắt là "HLSY".
Trong anime mùa hai, ban nhạc đã giúp Poppin'Party lên kế hoạch buổi hòa nhạc tự tài trợ trước khi cũng tham gia. Trong trò chơi, Hello, Happy World! có ba câu chuyện ban nhạc: "Smiles To The World! Hello, Happy Union!" kể về sự hình thành của họ và giúp một người bạn bị thương; "I Need You!" tập trung vào kế hoạch khôi phục công viên giải trí cũ của họ; và "Smile Connection!" kể về chuyến đi ra nước ngoài của họ.

### Tsurumaki Kokoro
Tsurumaki Kokoro (弦巻 こころ Tsurumaki Kokoro) là trưởng nhóm và ca sĩ của ban nhạc và học sinh năm ba trường Hanasakigawa. Đến từ một gia đình khá giả, Kokoro thường làm mọi thứ cô muốn, và cũng sống trong một trong những căn nhà to nhất trong vùng. Kokoro cực kỳ tò mò do bản tính và mắt cô lấp lánh khi cô bắt gặp cái gì đó mới. Thích thấy người khác cười và mong muốn làm thế giới cười thông qua âm nhạc. Hagumi và Kasumi gọi cô là "Kokoron". Theo Misaki, cô là một cô gái vô tư không quan tâm đến cái gì hết, do đó giải thích được việc cô làm ngơ sự thật về Misaki là Michelle và sự thiếu hiểu biết của cô về những thay đổi của người khác; dù vậy, cô thật sự quan tâm đến các thành viên ban nhạc. Kokoro thể hiện là người giỏi nhào lộn—thường nhào lộn và thậm chí nhảy xuống từ tầng cao—và có kỹ năng parkour, khiến cô rất nổi tiếng với lớp trên.
Kokoro thành lập Hello, Happy World! trong khi tìm gì đó vui để làm. Do cô giàu cùng với tính lạc quan, cô thường dẫn ban nhạc vào các hoạt động vô lý như khôi phục một công viên giải trí đổ nát và đi thám hiểm một hòn đảo. Khi Poppin'Party thấy khó tìm cảm hứng cho buổi hòa nhạc tự tài trợ, Kokoro giúp họ bằng cách tổ chức một sự kiện trên tàu du lịch cá nhân của cô để làm họ cười.
Cô được lồng tiếng bởi Itō Miku. Itō tham gia dự án sau khi bày tỏ sự thích thú và sức hút trong miêu tả của Hello, Happy World! do Bushiroad cung cấp; mặc cho lo ngại ban đầu về việc đóng vai Kokoro do yêu cầu về tính cách hiếu động của nhân vật, Itō hiểu ra rằng "không nghĩ quá sâu" khi lồng tiếng cô ấy. Cô từng đồng dẫn chương trình bản tin online HaroHapi CiRCLE Broadcast với Toyota Moe. Kokoro được lồng tiếng bởi Natalie Rial trong bản tiếng Anh.

### Seta Kaoru
Seta Kaoru (瀬田 薫 Seta Kaoru) là người chơi guitar của ban nhạc, sinh viên năm nhất khoa diễn viên sân khấu tại trường đại học Yotsuba, và bạn thời thơ ấu của Chisato. Một cô gái nổi tiếng trong câu lạc bộ kịch của trường, Kaoru thường bị người hâm mộ bao vây, cô gọi họ là "mèo con"; đây là sự tương phản hoàn toàn với tính cách nhút nhát hồi nhỏ với Chisato, mà cô đã bỏ nó hồi học cấp hai để trở thành người mạnh mẽ hơn. Cô thích đọc thơ và sách về triết học và nói những câu từ Shakespeare, nhưng cô không hiểu cô đang đọc hay trích dẫn cái gì. Ví dụ, cô tuyên bố thích bánh torte Sacher và súp vichyssoise vì nghe nó hay, nhưng thực tế thì thích đồ ăn thông thường như súp miso. Mặc dù cô tự tin, cô có thể nhạy cảm về những vấn đề khác và cũng bị bối rối khi cô gặp Chisato, người thường chọc cô về cuộc sống riêng tư của cô.
Do Kokoro tin người chơi guitar là bộ mặt lớn nhất trong ban nhạc, cô mời Kaoru gia nhập Hello, Happy World! bất chấp cô chỉ có kinh nghiệm với nhạc cụ nhờ đóng một vai người chơi guitar. Trong câu lạc bộ kịch, Kaoru thường hợp tác với các thành viên của các ban nhạc khác trong các buổi trình diễn, bao gồm Yukina và Rinko của Roselia, Chisato và Maya của Pastel Palettes, và Tomoe và Himari của Afterglow. Cô sau này kết bạn với Tōko của Morfonica sau khi cô ấy tiếp cận cô nhờ giúp thêm kỹ năng biểu diễn cho màn trình diễn của cô ấy.
Tadokoro Azusa là diễn viên lồng tiếng của Kaoru, trong khi đó Shanae'a Moore là diễn viên lồng tiếng Anh của cô.

### Kitazawa Hagumi
Kitazawa Hagumi (北沢 はぐみ Kitazawa Hagumi) là người chơi bass của ban nhạc và học sinh năm ba trường Hanasakigawa. Gia đình cô có một cửa hàng thịt, có món croquette nổi tiếng trong phố. Một cô gái đầy sức sống và vui vẻ với trái tim thuần khiết, cô là bạn cùng lớp của Kasumi và bạn thời thơ ấu. Khả năng phản xạ thần tốc giúp cô trở thành vận động viên xuất sắc trong môn bóng mềm và cô là đội trưởng của đội bóng trường học.
Cô gia nhập Hello, Happy World! sau khi gặp Kokoro và những người khác trong khu phố mua sắm. Mặc dù cô không biết gì về bass trước khi vào ban nhạc, anh trai cô đã dạy cô cách chơi guitar, dễ dàng chuyển sang nhạc cụ mới. Hagumi giúp ban nhạc suốt hoạt động đầu tiên khi năm người cố cổ vũ đồng đội bóng mềm của cô Akari, người bị thương do tai nạn.
Hagumi được lồng tiếng bởi Yoshida Yuri, bản tiếng Anh được lồng tiếng bởi Elizabeth Byrd.

### Matsubara Kanon
Matsubara Kanon (松原 花音 Matsubara Kanon) là người chơi trống của ban nhạc, sinh viên năm nhất khoa văn học tại trường đại học Kaiho, và nhân viên tại cửa hàng đồ ăn nhanh với Aya. Cô là một cô gái nhút nhát, hay lo lắng và vụng về có xu hướng bị cuốn vào những vấn đề mà cô không là một phần của nó; lúc bị áp đảo, cô thường phát ra tiếng "fuee". Tuy nhiên, cô cũng cố hết sức để kìm hãm trò cười của ban nhạc. Kanon không thể phân biệt phương hướng, mặc dù cô có thể dễ dàng tìm quán cà phê nhờ mùi. Cô được đặt biệt danh "Kano-chan-senpai" bởi Hagumi, và là bạn thân và bạn cùng phòng của Chisato. Tại trường Hanasakigawa, cô đã tham gia câu lạc bộ trà đạo.
Cô là người đầu tiên gia nhập Hello, Happy World! khi Kokoro gặp cô đang cố tìm cửa hàng nhạc cụ để bán bộ trống của cô; Kokoro sau đó kéo cô vào màn trình diễn đường phố trước khi tuyển cô vào ban nhạc. Mặc dù Kanon thường bị cuốn vào những trò tai quái của ban nhạc ngoài mong muốn, cô thể hiện khả năng xử lý tình huống như là dẫn đầu năm người trong hành trình khám phá đảo. Kanon cũng công nhận ban nhạc đã giúp cô cởi mở và trở nên xã giao hơn "với sức mạnh của nụ cười."
Toyota Moe vào vai Kanon. Toyota từng là đồng dẫn chương trình HaroHapi CiRCLE Broadcast với Itō. Christie Guidry vào vai Kanon trong bản tiếng Anh.

### Okusawa Misaki
Okusawa Misaki (奥沢 美咲 Okusawa Misaki) là DJ của ban nhạc, học sinh năm ba tại trường Hanasakigawa, và thành viên của câu lạc bộ tennis của trường. Dưới bộ trang phục con gấu hồng cô dùng để mặc cho công việc bán thời gian, cô sử dụng nghệ danh Michelle (ミッシェル Misheru) trong khi ban nhạc coi Misaki là nhà soạn nhạc của ban nhạc và "người quản lý" hay "bạn" của Michelle. Misaki là người rất kín đáo và châm chọc, có xu hướng phản ứng xấu với trò hề điên rồ và hoang dại của ban nhạc, và thường bị khó giữ tính tích cực bất kể tình huống ra sao. Hagumi gọi cô là "Mii-kun". Misaki có sở thích thích làm búp bê bằng nỉ cho em gái.
Trong lúc tìm một công việc bán thời gian dễ làm, Misaki ứng tuyển cho một vị trí không rõ—làm cô bất an, cô phát hiện ra nó là nhập vai linh vật của khu phố mua sắm Michelle. Trong khi làm việc, cô gặp Kokoro và bị kéo vào việc giúp cô tuyển thành viên mới cho ban nhạc. Mặc dù nghi ngờ và cố rút ra, Misaki cuối cùng đã có chỗ trong ban nhạc. Tính khó chịu của cô trở lại trong nỗ lực khôi phục công viên giải trí của ban nhạc khi cô thắc mắc vai trò của cô trong ban nhạc, nhưng cuộc trò chuyện với Kokoro thuyết phục cô rằng cô có một chỗ trong nhóm hơn cả Michelle. Bất chấp cỡ nào, cô liên tục bực tức bởi trò tinh quái của các thành viên ban nhạc; với nỗi đau của cô, không ai trong họ, ngoài Kanon có thể đồng cảm, tin rằng cô là Michelle. Misaki trở thành hội trưởng hội học sinh trường Hanasakigawa khi lên năm cuối.
Misaki được lồng tiếng bởi Kurosawa Tomoyo, trong khi cô được lồng tiếng bởi Emerick Shannon trong bản tiếng Anh.

## Raise A Suilen

Logo của Raise A Suilen

Raise A Suilen (viết cách điệu là RAISE A SUILEN và đôi khi gọi tắt là RAS) là một nhóm ban đầu được thành lập là ban nhạc hỗ trợ để chơi nhạc trong các buổi hòa nhạc cho các nhóm có diễn viên lồng tiếng không thể chơi nhạc cụ. Là ban nhạc thứ ba trong vũ trụ BanG Dream! diễn trực tiếp được (sau Poppin'Party và Roselia), RAS ban đầu được đề cập là The Third (tạm thời) trước khi có tên chính thức và nhân vật trong thương hiệu trong buổi hòa nhạc thứ hai của họ vào ngày 17 tháng 7 năm 2018.
Ban nhạc lần đầu xuất hiện trong anime mùa hai trước khi trở thành tiêu điểm cốt chuyện trong mùa ba. RAS được thêm vào Girls Band Party! vào ngày 10 tháng 6 năm 2020. Câu chuyện ban nhạc đầu tiên của họ "Raise the Curtain" là kể lại mùa ba của anime, trong khi câu chuyện thứ hai "Coruscate -DNA-" kể về gia đình của Chiyu.

### Wakana Rei
Wakana Rei (和奏 レイ Wakana Rei), trình diễn với nghệ danh LAYER (レイヤ Reiya), là ca sĩ và người chơi bass của ban nhạc. Học sinh năm ba cấp ba, cô là bạn thời thơ ấu của Tae và từng hứa rằng hai người sẽ cùng thành lập một ban nhạc.
Trước khi thành lập Raise A Suilen, Rei từng là nhạc công hỗ trợ cho đến khi cô được Chiyu tuyển chọn. Cô sau này trở lại Tokyo, nơi cô tái ngộ với Tae và mời cô cùng tạo một ban nhạc. Mặc dù hai người gia nhập RAS và tận hưởng sự nổi tiếng ban đầu, Rei thấy rằng Tae đã là thành viên của Poppin'Party và nhận ra cô đang chiếm lấy Tae từ họ. Sau khi nói chuyện với Masuki, cô quyết định ủng hộ Tae và chấp nhận Poppin'Party.
Raychell là diễn viên lồng tiếng của Rei. Shelley Calene-Black vào vai cô ấy trong bản tiếng Anh.

### Satō Masuki
Satō Masuki (佐藤 ますき Satō Masuki), còn được biết là MASKING (マスキング Masukingu), là người chơi trống của ban nhạc. Cô là học sinh năm ba cấp ba tại học viên tư thục Shirayuki danh tiếng, trường học Công giáo toàn nữ mà mẹ cô—một cựu học sinh—khuyến khích cô theo học. Cô là con gái của chủ Live House Galaxy, người từng là tay trống cho ban nhạc Death Galaxy. Mặc dù nhìn cô cộc cằn, cô thích những thứ dễ thương và làm bánh. Biệt danh "King" do những người cùng nghề đặt cho, cô nổi tiếng với những tay trống khác như Ako và Maya.
Do phong cách đánh trống điên cuồng, vai trò của Masuki trong các ban nhạc khác thường ngắn ngủi trước khi được Chiyu tuyển chọn. Khi Raise A Suilen tìm người chơi guitar cho Girls Band Challenge, Masuki thuyết phục Rokka đi dự tuyển sau khi nghe cô ấy tập; mặc dù Rokka ban đầu từ chối, cô ấy trở nên thân thiết với Masuki ủng hộ cô cho đến khi cô được nhận. Khi Chiyu đối chất Masuki và những người khác vì giao du với những người khác bất chấp bị giảm phiếu bầu, một Masuki điên tiết bùng dậy, làm Rokka hiểu sai cô bỏ ban nhạc. Raise A Suilen cuối cùng làm hòa và vào đến chung kết.
Masuki được lồng tiếng bởi Natsume. Molly Searcy vào vai cô trong bản tiếng Anh.

### Tamade Chiyu
Tamade Chiyu (珠手 ちゆ Tamade Chiyu), hay CHU2 (チュチュ Chuchu), là trưởng ban nhạc, nhà sản xuất và DJ. Cô là cô gái 14 tuổi đã nhảy lớp để trở thành học sinh năm ba tại học viên nữ sinh Celosia, một trường học quốc tế. Nhờ giáo dục nước ngoài, cô thông thạo tiếng Anh và có tật chèn từ tiếng Anh trong lúc nói chuyện. Mẹ cô là một người chơi vĩ cầm tài giỏi, một dòng dõi mà Chiyu khó bắt kịp đến khi cô trở thành một nhà sản xuất.
Ban đầu cô muốn tham gia Roselia làm nhà sản xuất nhưng bị Minato Yukina từ chối, thúc đẩy cô thành lập Raise A Suilen để thách đấu Roselia. Chiyu quyết định trộm Tae từ Poppin'Party để đánh bại họ, mặc dù kế hoạch của cô thất bại; trong vị trí của Tae, cô bị ép phụ thuộc vào tiếng guitar đã thu âm trước để thay cho người chơi guitar nhưng không đạt được kết quả mong muốn. Cô cho RAS tham gia Girls Band Challenge và tuyển Rokka sau khi xem video cô ấy trình diễn trong lễ hội văn hóa. Mặc dù RAS tận hưởng thành công trong cuộc bình chọn Challenge, Chiyu trở nên bực tức các thành viên ban nhạc tương tác với Poppin'Party và Roselia và cấm họ đi gặp mặt. Khi các thành viên ban nhạc quay lưng và Reona thấy thất vọng, cô trở nên chán nản cho đến khi cô được Rei tạo động lực để hòa giải. Sau khi hòa giải với Reona, Chiyu trở nên dễ gần với các ban nhạc trong Girls Band Challenge, dù vậy cô vẫn duy trì không khí chuyên nghiệp. Sau Girls Band Challenge, cô bắt đầu giúp các ban nhạc khác khi họ cần.
Chiyu được lồng tiếng bởi Tsumugi Risa, thành viên cuối cùng gia nhập ban nhạc. Tsumugi dẫn chương trình chủ đề RAS Radio R･I･O･T với Kurachi Reo. Trong bản tiếng Anh, cô được lồng tiếng bởi Hilary Haag.

### Nyūbara Reona
Nyūbara Reona (鳰原 れおな Nyūbara Reona), còn được biết đến là PAREO (パレオ), là người chơi keyboard của ban nhạc và học sinh năm ba tại trường cấp hai Kamogawa Chuo ở Kamogawa, Chiba. Cô là người hâm mộ Pastel Palettes, thường biểu diễn lại các bài hát của ban nhạc và đăng lên mạng; có lúc, cô chờ trước sân khấu cả ngày tại World Idol Festival để xem họ trình diễn.
Trước khi gia nhập RAS, Reona từng là một học sinh gương mẫu ít nói mong muốn có thể thể hiện bản chất thật của mình. Cô nhận được cơ hội này khi cô được Chiyu tuyển chọn khi đang xem các bản cover Pastel Palettes của cô, và cô ấy trở thành người trung thành với nhà sản xuất. Mặc dù cô theo lệnh của Chiyu mà không chống đối, Reona biết và có lúc nghi ngờ động lực của cô; ví dụ, cô không ép Rokka tham gia ban nhạc ngoài ý muốn và tiếp tục tương tác với các ban nhạc khác. Sau này trong Girls Band Challenge, khi Masuki và Chiyu cãi về Chiyu đang tăng quyền kiểm soát ban nhạc, Reona cố trấn an Chiyu nhưng bị khiển trách vì "vô dụng". Bị choáng và tỉnh ngộ, cô trở lại bản thân không cởi mở trước đây của mình và về Chiba. Với sự giúp đỡ của các thành viên ban nhạc và lời xin lỗi từ Chiyu, Reona trở lại ban nhạc.
Reona được lồng tiếng bởi Kurachi Reo. Kurachi và Tsumugi Risa đồng dẫn chương trình Radio R･I･O･T. Taylor Fono lồng tiếng Anh cho cô ấy.

### Asahi Rokka
Asahi Rokka (朝日 六花 Asahi Rokka), còn được biết là LOCK (ロック Rokku), là học sinh năm hai tại trường Haneoka. Cô thần tượng Poppin'Party từ lúc cô xem họ biểu diễn tại Space, và thường gặp ban nhạc để giúp tổ chức buổi hòa nhạc của họ. Cô ban đầu chơi nhạc với các học sinh từ trường cấp hai của cô ở tỉnh Gifu trước khi chuyển đến Tokyo, nơi cô làm việc trong live house Galaxy. Ngoài ban nhạc, cô là bạn cùng lớp với Ako và Asuka.
Được Poppin'Party truyền cảm hứng, Rokka tìm ban nhạc để cùng trình diễn nhưng việc tìm kiếm không có kết quả. Lúc Tae chưa có mặt ở lễ hội văn hóa, Rokka cố câu giờ bằng cách chơi guitar độc tấu, sau này thu hút sự chú ý của Chiyu khi video trình diễn được đăng lên mạng. Chiyu cố tuyển cô trở thành người chơi guitar của Raise A Suilen, nhưng nhanh chóng từ chối bởi sự hoảng loạn của Rokka. Khi Rokka bị kéo vào buổi tuyển chọn, cô thấy thích chơi nhạc trong ban nhạc nhưng bị loại do Chiyu cảm thấy cô kiềm chế bản thân trong màn trình diễn. Kiên quyết gia nhập, cô dự tuyển lần nữa và thành công, mặc dù ban đầu cô được cho làm tạm thời. Sau khi quay video âm nhạc của RAS, Rokka chính thức gia nhập ban nhạc và được cấp biệt danh "LOCK" bởi Chiyu. Sau này cô làm bạn với Mashiro vì có chung tình yêu dành cho Poppin'Party và ngưỡng mộ Kasumi, mặc dù họ thường cãi xem ai hâm mộ hơn.
Kohara Riko lồng tiếng cho Rokka. Rokka được lồng tiếng bởi Brittney Karbowski trong bản tiếng Anh.

## Morfonica
Morfonica gồm có năm học sinh năm hai tại học viên nữ sinh Tsukinomori danh giá. Tương tự với Poppin'Party, Roselia, và Raise A Suilen, các diễn viên của Morfonica có thể trình diễn nhạc trực tiếp. Tên của ban nhạc là được ghép từ "morpho" và "symphonic (giao hưởng)".
Các thành viên của Morfonica lần đầu xuất hiện trong câu chuyện chính thứ hai của Girls Band Party!, đồng thời với câu chuyện ban nhạc của họ "Morfonica, To the Sparkling World"; câu chuyện ban nhạc thứ hai của họ "Fly with the night" liên quan đến vai trò của Rui trong ban nhạc. Lần đầu xuất hiện trong anime của ban nhạc xảy ra trong spin-off BanG Dream! Girls Band Party! Pico: Ohmori.
Các thành viên ban nhạc chủ trì chương trình trên YouTube hàng tuần Morfonical.

### Kurata Mashiro
Kurata Mashiro (倉田ましろ Kurata Mashiro) là ca sĩ của ban nhạc. Mới đến Tsukinomori sau khi học tại một trường cấp hai bình thường, Mashiro là một cô gái trầm lặng thấy bản thân bị choáng ngộp bởi thành công của các bạn cùng trang lứa, cô chật vật cho đến khi cô thành lập ban nhạc. Trong khi cô không phải trưởng ban nhạc, cô viết lời cho các bài hát của Morfonica. Biệt danh "Shiro" do ban nhạc đặt, Mashiro thích các linh vật mềm mịn như Michelle và có tật mơ mộng. Cô theo dõi sát sao Poppin'Party, kết quả là thường cãi vặt với Rokka về việc ai hâm mộ hơn.
Sau khi làm bạn với Tsukushi và Tōko, Mashiro tham dự buổi hòa nhạc nhỏ tại CiRCLE mà truyền cảm hứng cho cô tạo ban nhạc của riêng mình, bao gồm việc dán áp phích tuyển dụng và viết về mong muốn của mình vào sổ khách hàng tại live house. Hi vọng rằng nó sẽ giúp tạo dựng sự tự tin, cô chọn trở thành ca sĩ của ban nhạc sau khi xem Kasumi trình diễn. Tuy nhiên, sự đón nhận thờ ơ cho màn trình diễn ra mắt của nhóm và khả năng hát của cô làm cô chán nản và cô bỏ ban nhạc. Chạm trán với Tōko, người khen tác động của lời bài hát của cô lên những người khác và hỏi cô cân nhắc cô có thật sự muốn chơi nhạc không, và Kasumi, người giải thích Poppin'Party có ý nghĩa thế nào với cô ấy, thuyết phục cô về lại ban nhạc. Tại Girls Band Party lần thứ hai, năm ban nhạc gốc trình diễn bài hát mà Mashiro và các bạn của cô đã viết trong sổ khách hàng, ủng hộ mong muốn trình diễn của cô. Mặc dù Mashiro ban đầu bị dọa dẫm bởi các ban nhạc trong CiRCLE khi họ gặp mặt tại buổi tiệc ngắm hoa anh đào, cô làm bạn với năm ca sĩ khác sau khi nói chuyện với họ. Cô sau này gắn bó với Rokka và Ako vì hâm mộ Poppin'Party và các tác phẩm giả tưởng, mặc dù Mashiro và Rokka thường cãi vặt xem ai hâm mộ hơn.
Mashiro được lồng tiếng bởi Shindō Amane, diễn viên lồng tiếng nhỏ tuổi nhất trong thương hiệu BanG Dream!.

### Kirigaya Tōko
Kirigaya Tōko (桐ヶ谷透子 Kirigaya Touko) là người chơi guitar của ban nhạc. Cô chơi cây ESP Arrow. Một cô gái hướng ngoại và thân thiện, cô nổi tiếng trên mạng xã hội và trường học, theo học hệ thống giáo dục Tsukinomori từ mẫu giáo. Với ảnh hưởng mạng xã hội mạnh mẽ của cô, Tōko luôn hăng hái học về xu hướng lớn tiếp theo. Gia đình của cô có một cửa hàng kimono, nên cô có hiểu biết về thời trang và cung cấp trang phục cho ban nhạc. Cô cũng tham gia câu lạc bộ điền kinh của trường.
Tōko gặp Mashiro và Tsukushi tại buổi hòa nhạc nhỏ của CiRCLE và đồng ý lập ban nhạc, trở thành người chơi guitar của họ do cô thích sự chú ý mà nhạc cụ mang lại. Sau khi cô chật vật trong màn trình diễn đầu của ban nhạc, cô, Mashiro, và Tsukushi cãi nhau đến khi Mashiro bỏ đi; lúc Tōko gặp lại Mashiro, cô xin lỗi vì thiếu tập luyện và trở thành gánh nặng, nhưng giục Mashiro trở lại. Sau khi làm hòa, cô nhận ra cô thích chơi guitar đến nhường nào và bắt đầu tập tại nhà thường xuyên hơn. Tōko và Nanami sau này thiết kế trang phục của Morfonica trước màn trình diễn của họ tại lễ hội âm nhạc trường học. Tính cách vô tư của cô thường xung khắc với Rui, dẫn đến cãi nhau khi Rui khiển trách yêu cầu của cô để được chơi một khúc khó trong một bài hát của ban nhạc, nhưng tính bướng bỉnh của cô có kết quả. Cô trở thành bạn với Himari và Lisa, người nhận ra cô từ hoạt động trên mạng của cô, trong khi gia đình cô quen với gia đình Ran do nhà Mitake mặc đồ từ cửa hàng của Kirigaya.
Cô được lồng tiếng bởi Suguta Hina. Suguta là dẫn chương trình phát trên YouTube chủ đề Morfonica Monica Radio với Nishio Yūka.

### Hiromachi Nanami
Hiromachi Nanami (広町七深 Hiromachi Nanami) là người chơi bass của ban nhạc chơi cây ESP Bottom Bump. Con gái của một nhà điêu khắc và họa sĩ, Nanami thừa hưởng tài năng nhưng thành công của cô làm cho cô bị các bạn đồng trang lứa tẩy chay, cô mong muốn có một cuộc sống bình thường. Dù vậy, cô thường thể hiện dấu hiệu kỹ năng của cô như là nhanh chóng học cách soạn nhạc. Ban nhạc luyện tập tại xưởng vẽ của gia đình. Ngoài âm nhạc, Nanami thích sưu tầm đồ chơi và giải thưởng miễn phí được kèm theo đồ ăn vặt.
Cô tham gia Morfonica từ hồi chưa đặt tên sau khi bị phát hiện đang nghe nhóm quyết định nhạc cụ của họ, thấy rằng việc chơi trong ban nhạc là "bình thường" mặc cho không có kinh nghiệm chơi bass. Khi ban nhạc gặp nguy do Mashiro bỏ, Nanami không thể nói chuyện với cô ấy cho đến khi cô nói chuyện với Rui, người suy luận rằng Nanami đang kiềm hãm tài năng của cô để ra vẻ bình thường, nhưng sự lĩnh hội âm nhạc nhanh chóng và mượt mà của cô là dấu hiệu kỹ năng của cô tiếp tục bùng phát ra. Sau khi ban nhạc tái hợp, Nanami và Tōko hợp tác thiết kế trang phục của Morfonica cho lễ hội. Cô là thành viên của câu lạc bộ kinh dị của Tsukinomori, và sở thích chung trong thể loại cho phép cô dễ dàng làm bạn với Rimi.
Nanami được lồng tiếng bởi Nishio Yūka. Với Suguta Hina, Nishio dẫn chương trình Monica Radio.

### Futaba Tsukushi
Futaba Tsukushi (二葉つくし Futaba Tsukushi) là trưởng và người chơi trống của ban nhạc. Là lớp trưởng, Tsukushi nhắm mục tiêu trở thành người lãnh đạo có trách nhiệm, mặc dù cô có thể vụng về lúc này lúc nọ. Bố cô là chủ chuỗi xe bán cà phê và đồ ăn.
Cô trở nên quen với bạn cùng lớp Mashiro khi cô đề nghị giúp cô điều chỉnh đời sống tại Tsukinomori, và mời cô tham dự buổi hòa nhạc nhỏ của CiRCLE trong nỗ lực đánh bay thái độ hoài nghi của cô ấy. Tsukushi trở thành người chơi trống của ban nhạc do cô đã chơi trống trong ban nhạc diễu hành của trường tiểu học. Khi Mashiro vỡ mộng bởi các chỉ trích của ban nhạc trên mạng xã hội và thiếu sự hỗ trợ, Tsukushi đối chất cô ấy và làm cô ấy bỏ ban nhạc. Thấy tội lỗi về hành động của mình, cô chật vật nối lại và xin lỗi Mashiro. Khi Mashiro trở lại, Tsukushi niềm nở chào đón cô ấy. Cô hâm mộ Aya như là một trưởng ban nhạc. Tsukushi sau này nhận làm bán thời gian tại quán cà phê Hazawa.
Tsukushi được lồng tiếng bởi mika.

### Yashio Rui
Yashio Rui (八潮瑠唯 Yashio Rui) là người chơi vĩ cầm của ban nhạc. Học sinh giỏi nhất trong lớp cô và thành viên hội học sinh, Rui là một cô gái lịch sự với thái độ thiết thực nhưng lỗ mãng.
Rui lần đầu chạm trán ban nhạc khi cô bắt dừng buổi tập trong lớp học của họ do tiếng ồn họ gây ra, nhưng cuối cùng cho phép họ tập miễn là có đại diện hội học sinh theo dõi và đưa cho nhóm một bài hát mà cô đã soạn. Tuy nhiên, cô từ chối cộng tác ngoài việc giám sát do cô đã dừng chơi vĩ cầm nhiều năm sau khi thua một thần đồng piano trẻ (sau này được tiết lộ là Rinko, bạn bè quen biết nhờ người thân từ nhỏ) tại một cuộc thi âm nhạc; khi Mashiro rời ban nhạc, Rui giải thích cho cô ấy rằng cô bỏ chơi vĩ cầm do cô cảm thấy tương lai với nhạc cụ của cô ảm đạm sau thất bại, nhưng nói thêm Mashiro không cần phải theo cùng hướng đi với ban nhạc. Mặc cho ban nhạc bị rạn nứt, Rui cho phép những người khác tiếp tục tập trong lớp cho đến khi Mashiro trở lại. Mặc dù cô hoài nghi về hướng đi của ban nhạc và giữ nguyên quyết định từ bỏ âm nhạc ban đầu, cô đồng ý gia nhập khi bốn người thuyết phục cô xem xét việc chơi vì sự thích thú mà ban nhạc đem lại. Sau khi gặp các ban nhạc khác, Rui trở nên quen biết với Yukina do họ có chung triết lý âm nhạc.
Cô được lồng tiếng bởi Ayasa.

## MyGO!!!!!
MyGO!!!!! là ban nhạc toàn nữ có các thành viên đang học ở các trường khác nhau. Ba thành viên trong ban nhạc từng là thành viên của ban nhạc CRYCHIC cho đến khi tan rã.
Tên của ban nhạc là chơi chữ "迷子" (maigo), nghĩa là "Những đứa trẻ lạc lối" trong tiếng Nhật, phản ánh mỗi cá nhân mất phương hướng. Năm dấu chấm than ở cuối là đại diện cho mỗi thành viên ban nhạc.

### Takamatsu Tomori
Takamatsu Tomori (高松 燈 Takamatsu Tomori) là ca sĩ của ban nhạc. Học sinh năm nhất trường cấp ba nữ sinh Haneoka, Tomori từ lâu đã khó kết bạn do cô cảm thấy không thuộc về nơi nào. Cô có tính cách hay lúng túng, có tiếng là "Cô gái lập dị của Haneoka" vì lý do này, cô thích sưu tầm tất cả đồ vật như là băng cá nhân, đồ vật trơn, đồ vật vừa kích cỡ, đá và lá rơi nhặt từ mặt đất. Cô là thành viên của câu lạc bộ thiên văn trường Haneoka.
Tomori từng hát với CRYCHIC sau khi nhận lời mời từ Togawa Sakiko hồi học cấp hai. Tuy nhiên, sau buổi diễn trực tiếp duy nhất, ban nhạc tan rã và sự kiện này gây chấn thương tâm lý cho Tomori, và cô liên tục trách bản thân vì sự sụp đổ của ban nhạc. Cho đến khi Anon đến, cô bắt đầu mở lòng và bắt đầu chứng tỏ kỹ năng ca hát của mình, mặc dù cô vẫn xa cách.
Tomori được lồng tiếng bởi Yōmiya Hina.

### Chihaya Anon
Chihaya Anon (千早 愛音 Chihaya Anon) là người chơi guitar đệm của ban nhạc. Học sinh năm nhất trường cấp ba nữ sinh Haneoka, cô từng nổi tiếng trong trường cấp hai và từng học ở Anh, nhưng có kết quả xấu và trở về Nhật Bản. Cô là một cô gái dễ gần gũi, và có thể lấy lòng những người xung quanh cô; bất chấp sự nổi tiếng của cô, Anon khó kết bạn với họ.
Cô là người đầu tiên tiếp cận Tomori và hỏi cô thành lập ban nhạc, đóng góp vào việc Tomori mở lòng về quá khứ của cô ấy. Tuy nhiên, cô có mối quan hệ gay go với Taki, do nỗ lực thấu hiểu Tomori, dẫn đến căng thẳng giữa hai người.
Anon được lồng tiếng bởi Tateishi Rin, vai diễn lồng tiếng đầu tiên của cô.

### Kaname Rāna
Kaname Rāna (要 楽奈 Kaname Rāna) là người chơi guitar chính của ban nhạc. Học sinh năm ba trường cấp hai nữ sinh Hanasakigawa, cô là người chơi guitar rất tài năng cũng có tính cách rất ngay thẳng, cô luôn nói rõ cô thích cái gì và không thích cái gì. Cô hơi háu ăn và thích đồ ngọt, đặc biệt món parfait, nhưng cũng không thích đồ ăn nóng do cô có lưỡi nhạy cảm.
Cô có một lai lịch khá bí ẩn, và được Taki gọi là "mèo hoang" do tính cách thất thường của cô, xuất hiện tại RiNG để trình diễn tại sân khấu mở hoặc tập với ban nhạc trước khi bất ngờ rời đi mà không một lời giải thích. Cô chỉ đồng ý gia nhập ban nhạc do thích thú Tomori.
Rāna được lồng tiếng bởi Aoki Hina.

### Nagasaki Soyo
Nagasaki Soyo (長崎 そよ Nagasaki Soyo) là người chơi bass của ban nhạc. Học sinh năm nhất từ học viện nữ sinh Tsukinomori, cô phụ trách đại vĩ cầm trong ban nhạc kèn đồng của trường. Cô có tính cách điềm tĩnh và chu đáo, làm cho cô đáng tin cậy với nhiều bạn cùng trang lứa trong trường, do đó nâng cô lên chức chị cả với vài người.
Soyo là một trong ba thành viên gốc của CRYCHIC, cùng với Taki và Tomori, và cô biết về chấn thương mà Tomori mang sau khi ban nhạc tan rã. Cô giúp Anon khi Anon muốn lập ban nhạc với Tomori, và làm người hòa giải giữa Anon và Taki. Tuy nhiên, sâu trong tâm, Soyo cũng bị tác động sâu sắc bởi sự tan rã của CRYCHIC, và có thể xúc động đến mức cô háo hức làm mọi thứ để hồi sinh CRYCHIC, như là khi họ chơi một bài hát trong buổi diễn đầu tiên của MyGO!!!!!, Harukikage, mà không nhận ra rằng Sakiko đã ở đó. Sau này tiết lộ rằng cô lấy họ Nagasaki từ mẹ, và tên đầy đủ ban đầu của cô từng là Ichinose Soyo (一ノ瀬 そよ Ichinose Soyo) cho đến một hoàn cảnh chưa biết dẫn đến chuỗi sự kiện hiện tại.
Soyo được lồng tiếng bởi Kohinata Mika, vai lồng tiếng đầu tiên của cô.

### Shiina Taki
Shiina Taki (椎名 立希 Shiina Taki) là người chơi trống của ban nhạc. Học sinh năm nhất từ trường cấp ba nữ sinh Hanasakigawa, Taki có tính cách hỗn xược và gay gắt, dẫn đến việc khó kết bạn. Hành vi và cách nhìn này ăn sâu vào Taki khi cô làm cấp dưới của Sāya tại RiNG, cũng ngăn cô phục vụ tốt khách hàng. Cô là người nhỏ nhất trong gia đình có năm chị em, và theo Soyo, một trong những người chị của cô—học tại Tsukinomori—từng là hội trưởng ban nhạc kèn đồng và thành viên của dàn nhạc địa phương mà thường tham dự và thắng các cuộc thi.
Taki là một trong ba thành viên chính của CRYCHIC khi cô vẫn còn học chi nhánh cấp hai trường nữ sinh Haneoka, rồi cô có trận cãi nhau nảy lửa với Sakiko. Như hậu quả, cô bảo vệ Tomori kỹ càng và nghi ngờ Anon khi cô muốn lập ban nhạc với Tomori từ đầu.
Cô được lồng tiếng bởi Hayashi Coco.

## Ave Mujica
Ave Mujica là ban nhạc toàn nữ trong thương hiệu BanG Dream!. Nhóm có năm thành viên, hai trong đó từng là thành viên của CRYCHIC cho đến khi tan rã. Danh tính các thành viên của Ave Mujica không được biết và giấu mặt trong khi biểu diễn. Trong Ave Mujica 0th LIVE, họ cũng mặc áo choàng cho đến bài cuối. Danh tính của họ sau này được tiết lộ trong tập 13 của BanG Dream! It's MyGO!!!!!.

### Togawa Sakiko
Togawa Sakiko (豊川 祥子 Togawa Sakiko) là người chơi keyboard và trưởng ban nhạc. Cô dùng nghệ danh Oblivionis (オブリビオニス Oburibionisu) và là người đề xướng sáng lập Ave Mujica. Học sinh năm nhất trường cấp ba nữ sinh Haneoka, cô có tính cách rất gay gắt, xuất phát từ hoàn cảnh gia đình khó khăn, một phần là do người cha nghiện rượu. Ngoài ra, cô là người hâm mộ Morfonica.
Trong những năm học cấp hai, cô từng là người đề xướng tạo ra CRYCHIC, làm trưởng nhóm, nhà soạn nhạc và người chơi keyboard. Tuy nhiên, sau màn trình diễn đầu tiên và duy nhất của họ, Sakiko trở nên muộn phiền sau khi đọc cái gì đó trên điện thoại của cô, và đến một ngày thông báo rằng ban nhạc sẽ tan rã. Sự kiện này đã gây ra mối thù lớn giữa Shiina Taki và Sakiko, và cũng chịu trách nhiệm cho chấn thương tâm lý của Takamatsu Tomori. Cô sau này chứng kiến màn trình diễn của MyGO!!!!! trước khi có tên chính thức, lúc họ đã hát bài Harukikage, từ đó cô nhận ra không có lý do gì để hồi sinh CRYCHIC và nó cũng đóng vai trò chính đằng sau quyết định thành lập Ave Mujica để đáp lại.
Cô được lồng tiếng bởi Takao Kanon.

### Wakaba Mutsumi
Wakaba Mutsumi (若葉 睦 Wakaba Mutsumi) là người chơi guitar của ban nhạc, trình diễn dưới nghệ danh Mortis (モーティス Mōtisu). Học sinh năm nhất tại học viện nữ sinh Tsukinomori, cô có tính cách trầm lặng, khắc kỷ và ít nói. Bố cô là một diễn viên hài nổi tiếng tên Wakaba, và mẹ cô là Minami Mori, một diễn viên.
Cô là thành viên cuối cùng của CRYCHIC gốc, nhưng cô không thấy vui vẻ khi chơi cho ban nhạc. Mặc cho bản tính trầm lặng, cô là người duy nhất hiểu hoàn cảnh của Soyo, đặc biệt sự ám ảnh hồi sinh CRYCHIC của Soyo. Đồng thời, cô cũng là người duy nhất thật sự nhận ra rằng CRYCHIC không còn tồn tại sau cú sốc tan rã của nó. Mặt khác, cô đồng ý gia nhập Ave Mujica sau hoàn cảnh của Sakiko và được đoán là chịu trách nhiệm đưa Yahata Umiri vào ban nhạc.
Cô được lồng tiếng bởi Watase Yuzuki.

### Misumi Uika
Misumi Uika (三角 初華 Misumi Uika) là người chơi guitar và ca sĩ của ban nhạc cũng như với sumimi. Cô dùng nghệ danh Doloris (ドロリス Dororisu). Học sinh năm nhất tại trường cấp ba nữ sinh Hanasakigawa, bạn cùng lớp với Taki và Umiri và bạn thời thơ ấu của Sakiko, cô có tính cách hoạt bát, và yêu thích ngắm sao.
Cô là một trong hai thành viên chính của sumimi, thành viên khác là Sumida Mana, và cô đã nổi tiếng trước khi bắt đầu sự kiện. Cô cũng là người gặp Tomori (mặc dù Tomori không nhận ra cô cho đến sau này), và giục Tomori thành thật với cảm xúc của cô, đóng góp vào sự thành lập cuối cùng của MyGO!!!!!. Cô sau này gia nhập Ave Mujica sau lời mời từ phía Sakiko.
Cô được lồng tiếng bởi Sasaki Rico.

### Yahata Umiri
Yahata Umiri (八幡 海鈴 Yahata Umiri) là người chơi bass của ban nhạc và dùng nghệ danh Timoris (ティモリス Timorisu). Học sinh năm nhất tại trường cấp ba nữ sinh Hanasakigawa và là bạn cùng lớp với Taki và Uika, cô là người rất thẳng thắn mặc cho vẻ ngoài khắc kỷ, cô có thể thể hiện sự hài hước khô khan của cô ấy, cũng mua đồ ăn hoặc uống cho Taki.
Cô ban đầu không gia nhập ban nhạc và thường thử chơi cho nhiều ban nhạc trong thời gian ngắn. Dù vậy, cô cũng là một người chơi bass tài giỏi lạ thường mà đã chơi hỗ trợ cho hơn 30 ban nhạc khác nhau, đôi khi chơi cho nhiều ban nhạc trong một ngày. Cô sau này được Taki đưa vào làm người thay thế cho Soyo, nhưng việc giằng co đối phó với khả năng MyGO!!!!! tan rã của Tomori làm cô mất hứng chơi. Cô sau này đồng ý gia nhập Ave Mujica, được đoán là do Wakaba Mutsumi thuyết phục.
Cô được lồng tiếng bởi Okada Mei.

### Yūtenji Nyamu
Yūtenji Nyamu (祐天寺 にゃむ Yūtenji Nyamu), trình diễn dưới nghệ danh Amoris (アモーリス Amōrisu), là người chơi trống của ban nhạc.
Nyamu là người có ảnh hưởng trong giới làm đẹp triển vọng dưới tên Nyamuchi (にゃむち Nya muchi). Cô chủ yếu đăng các video về trang điểm trên kênh của cô nhưng cũng thích thử thách bản thân và cũng làm nhiều thể loại video, có lần cô còn lấy ra bộ trống và bắt đầu đánh trống như là một cách để câu lượt xem. Cô là thành viên cuối cùng của Ave Mujica được Sakiko tiếp cận.
Cô được lồng tiếng bởi Yonezawa Akane, vai diễn lồng tiếng đầu tiên của cô.

## Các nhân vật khác
Tsuzuki Shifune (都築 詩船 Tsuzuki Shifune)
Lồng tiếng bởi: Koyama Mami
Chủ nhân live house Space (viết cách điệu là SPACE) nơi mà ban nhạc Glitter Green thường biểu diễn. Được gọi đơn giản là "Owner" bởi các nhân viên và các ban nhạc tham dự, bà khá nghiêm khắc và có tính cách không cầu kỳ. Bà từng là người chơi guitar trong một ban nhạc nổi tiếng tên Miraculous Scarlet, và đã mở Space để bác bỏ định kiến rằng nơi tụ tập nghe nhạc là nơi đáng sợ. Shifune cuối cùng đã đóng cửa Space, nhưng vẫn còn theo các live house khác làm cố vấn và trông coi cháu gái Rāna. Bà sau này giúp các live house tổ chức BanG Dream! Girls Band Challenge.
Toyama Asuka (戸山 明日香 Toyama Asuka)
Lồng tiếng bởi: Ozaki Yuka (tiếng Nhật), Kira Vincent-Davis (tiếng Anh)
Em gái của Kasumi và học sinh tại trường Haneoka. Được Kasumi gọi là "A-chan", cô từng là thành viên câu lạc bộ bơi lội của Hanasakigawa hồi học cấp hai trước khi chuyển đến trường Haneoka để chuẩn bị cho đại học. Tại Haneoka, cô trở thành bạn thân với Rokka và Ako. Cô sau này giúp Marina tổ chức vòng chung kết Girls Band Challenge, bao gồm thực hiện phỏng vấn với các ban nhạc tham gia. Diễn viên lồng tiếng của cô Ozaki Yuka từng là đồng dẫn chương trình Bandori! TV với Aimi trước khi Maeshima Ami lên thay.
Tsukishima Marina (月島 まりな Tsukishima Marina)
Lồng tiếng bởi: Suzaki Aya
Một nhân viên của live house CiRCLE và nhân vật không phải người chơi chính trong trò chơi BanG Dream! Girls Band Party!, nơi cô cố tụ tập năm ban nhạc cho sự kiện biểu diễn trực tiếp với sự giúp đỡ của người chơi. Trước khi làm việc tại CiRCLE, cô từng là người chơi guitar trong ban nhạc toàn nữ hướng đến chuyên nghiệp, nhưng tan rã sau khi nhận ra họ không có vui vẻ trong lúc trình diễn. Đáp lại sự thất bại của ban nhạc cô ấy, cô gia nhập CiRCLE để giúp nâng nhận thức phấn đấu vì thành công cho các nhóm khác. Cô là nhân vật chính trong anime spin-off Girls Band Party! Pico, cô giúp tổ chức Girls Band Challenge trong mùa ba.

### CHiSPA
CHiSPA là ban nhạc mà Sāya từng là thành viên hồi học cấp hai. Như Poppin'Party, CHiSPA đã thi tuyển để chơi tại Space và thành công; trong buổi hòa nhạc cuối cùng của live house, CHiSPA là ban nhạc cuối cùng biểu diễn trước PoPiPa. Bài hát của CHiSPA "Be shine, shining!" xuất hiện trong mùa đầu tiên của anime như là nhạc ngẫu nhiên.
Umino Natsuki (海野 夏希 Umino Natsuki)
Lồng tiếng bởi: Fukuen Misato
Natsuki là học sinh năm ba tại trường Hanasakigawa. Cô là ca sĩ và chơi guitar chính và là bạn với Sāya.
Taiko Satomi (大湖 里実 Taiko Satomi)
Lồng tiếng bởi: Minami Saki
Satomi là học sinh năm ba tại trường Hanasakigawa. Cô trở thành người chơi trống của CHiSPA sau khi Sāya rời đi, và các thành viên khác gọi cô là "Sato-chan". Cô là "người trầm lặng nhưng màn trình diễn thì hào nhoáng."
Mori Fumika (森 文華 Mori Fumika)
Lồng tiếng bởi: Asahina Madoka
Fumika là người chơi bass của CHiSPA. Cô là học sinh năm ba tại một trường học lân cận.
Kawabata Mayu (川端 真結 Kawabata Mayu)
Lồng tiếng bởi: Honnizumi Rina
Mayu là người chơi keyboard của CHiSPA. Cô là học sinh năm ba tại trường của Fumika.

### Glitter Green
Glitter Green (viết cách điệu là Glitter☆Green) là ban nhạc bốn người là học sinh đến từ trường Hanasakigawa. Dẫn đầu bởi chị của Rimi, Ushigome Yuri, ban nhạc chủ yếu biểu diễn tại Space cho đến khi nó đóng cửa và các thành viên tốt nghiệp. Trước khi rời trường cấp ba, bốn người từng là thành viên của hội học sinh.
Các diễn viên lồng tiếng của nhân vật đã cùng đóng vai trong thương hiệu Bushiroad Tantei Opera Milky Holmes. Đĩa đơn duy nhất của họ "Don't be afraid!", được dùng là nhạc ngẫu nhiên trong mùa đầu tiên, được phát hành khi hợp tác với Milky Holmes vào ngày 21 tháng 11 năm 2018. Bài hát thứ hai "Glee! Glee! Glee!" cũng xuất hiện trong mùa phim đó.
Trong bản lồng tiếng Anh của mùa hai, Kara Greenberg lồng tiếng cho ban nhạc, trừ Hinako, được Melissa Molano lồng tiếng.
Ushigome Yuri (牛込 ゆり Ushigome Yuri)
Lồng tiếng bởi: Mimori Suzuko (tiếng Nhật), Kara Greenberg (tiếng Anh)
Ca sĩ và người chơi guitar của Glitter Green và chị của Ushigome Rimi. Yuri có tính cách trưởng thành và tốt bụng, và từng là thành viên của câu lạc bộ bơi lội của Hanasakigawa. Sau khi tốt nghiệp cấp ba, cô bắt đầu học đại học ở nước ngoài nhưng vẫn giữ liên lạc Rimi bằng tin nhắn.
Nijikki Hinako (二十騎 ひなこ Nijikki Hinako)
Lồng tiếng bởi: Tokui Sora (tiếng Nhật), Melissa Molano (tiếng Anh)
Người chơi trống của Glitter Green. Cô là một cô gái mạnh mẽ thích biểu lộ tình cảm bằng cách đụng chạm, ôm và vuốt ve những người mà cô làm bạn. Hinako cũng làm việc với Rii tại cửa hàng nhạc cụ Edogawa, mặc dù tính hiếu động của cô thường làm phiền Rii; đáp lại, Rii ra lệnh cho cô giữ im lặng trong các buổi diễn của ban nhạc để tránh gây náo động.
Uzawa Rii (鵜沢 リィ Uzawa Rii)
Lồng tiếng bởi: Kitta Izumi (tiếng Nhật), Kara Greenberg (tiếng Anh)
Người chơi bass của Glitter Green. Ngoài ban nhạc, cô làm nhân viên bán hàng tại cửa hàng nhạc cụ Edogawa với Hinako. Rii mang một con quỷ nhồi bông tên "Debeko" mà cô thường dùng để giao tiếp với người khác.
Wanibe Nanana (鰐部七菜 Wanibe Nanana)
Lồng tiếng bởi: Sasaki Mikoi (tiếng Nhật), Kara Greenberg (tiếng Anh)
Người chơi keyboard của Glitter Green và hội trưởng hội học sinh trước khi tốt nghiệp. Cô kết nối với những người chơi keyboard tại Hanasakigawa bằng cách tương tác với Arisa, bao gồm tập và ăn tại quán ramen cùng nhau, và một phần chịu trách nhiệm cho việc Rinko kế vị hội trưởng hội học sinh.